# Llista d'asteroides (331001-332000)
Llista d'asteroides del 331.001 al 332.000, amb data de descoberta i descobridor. És un fragment de la llista d'asteroides completa. Als asteroides se'ls dona un número quan es confirma la seva òrbita, per tant apareixen llistats aproximadament segons la data de descobriment.

## 331001-331100
| Nom             | Designació provisional | Data de descobriment   | Lloc de descobriment | Descobridor/s              |
| --------------- | ---------------------- | ---------------------- | -------------------- | -------------------------- |
| 331001          | 2009 US57              | 26 de gener de 2006    | Kitt Peak            | Spacewatch                 |
| 331002          | 2009 UN69              | 21 d'octubre de 2009   | Catalina             | CSS                        |
| 331003          | 2009 UA70              | 22 d'octubre de 2009   | Mount Lemmon         | Mt. Lemmon Survey          |
| 331004          | 2009 US73              | 18 d'octubre de 2009   | Mount Lemmon         | Mt. Lemmon Survey          |
| 331005          | 2009 UU81              | 22 d'octubre de 2009   | Mount Lemmon         | Mt. Lemmon Survey          |
| 331006          | 2009 UA83              | 23 d'octubre de 2009   | Mount Lemmon         | Mt. Lemmon Survey          |
| 331007          | 2009 UU86              | 24 d'octubre de 2009   | Catalina             | CSS                        |
| 331008          | 2009 UO88              | 21 d'octubre de 2009   | Catalina             | CSS                        |
| 331009          | 2009 UG91              | 17 d'octubre de 2009   | Catalina             | CSS                        |
| 331010          | 2009 UM91              | 18 d'octubre de 2009   | Catalina             | CSS                        |
| 331011 Peccioli | 2009 UF94              | 26 d'octubre de 2009   | Libbiano             | P. Bacci, F. Biasci        |
| 331012          | 2009 UL100             | 23 d'octubre de 2009   | Mount Lemmon         | Mt. Lemmon Survey          |
| 331013          | 2009 UJ104             | 27 de setembre de 2009 | Kitt Peak            | Spacewatch                 |
| 331014          | 2009 UN120             | 23 d'octubre de 2009   | Mount Lemmon         | Mt. Lemmon Survey          |
| 331015          | 2009 UW132             | 18 d'octubre de 2009   | Catalina             | CSS                        |
| 331016          | 2009 UW134             | 23 d'octubre de 2009   | Kitt Peak            | Spacewatch                 |
| 331017          | 2009 UF136             | 25 d'octubre de 2009   | Kitt Peak            | Spacewatch                 |
| 331018          | 2009 UO136             | 24 d'octubre de 2009   | Catalina             | CSS                        |
| 331019          | 2009 UT136             | 24 d'octubre de 2009   | Catalina             | CSS                        |
| 331020          | 2009 UP139             | 26 d'octubre de 2009   | La Sagra             | La Sagra                   |
| 331021          | 2009 UY143             | 22 d'octubre de 2009   | Mount Lemmon         | Mt. Lemmon Survey          |
| 331022          | 2009 UV146             | 27 d'octubre de 2009   | Kitt Peak            | Spacewatch                 |
| 331023          | 2009 UG150             | 19 d'octubre de 2009   | Socorro              | LINEAR                     |
| 331024          | 2009 UP151             | 18 d'octubre de 2009   | Catalina             | CSS                        |
| 331025          | 2009 VG4               | 8 de novembre de 2009  | Kitt Peak            | Spacewatch                 |
| 331026          | 2009 VM7               | 8 de novembre de 2009  | Catalina             | CSS                        |
| 331027          | 2009 VH8               | 8 de novembre de 2009  | Kitt Peak            | Spacewatch                 |
| 331028          | 2009 VJ8               | 8 de novembre de 2009  | Mount Lemmon         | Mt. Lemmon Survey          |
| 331029          | 2009 VC28              | 8 de novembre de 2009  | Catalina             | CSS                        |
| 331030          | 2009 VD28              | 8 de novembre de 2009  | Catalina             | CSS                        |
| 331031          | 2009 VN37              | 8 de novembre de 2009  | Kitt Peak            | Spacewatch                 |
| 331032          | 2009 VM40              | 8 de novembre de 2009  | Catalina             | CSS                        |
| 331033          | 2009 VR41              | 9 de novembre de 2009  | Mount Lemmon         | Mt. Lemmon Survey          |
| 331034          | 2009 VV47              | 9 de novembre de 2009  | Mount Lemmon         | Mt. Lemmon Survey          |
| 331035          | 2009 VF48              | 9 de novembre de 2009  | Mount Lemmon         | Mt. Lemmon Survey          |
| 331036          | 2009 VX49              | 11 de novembre de 2009 | La Sagra             | La Sagra                   |
| 331037          | 2009 VM50              | 13 de novembre de 2009 | La Sagra             | La Sagra                   |
| 331038          | 2009 VN50              | 13 de novembre de 2009 | La Sagra             | La Sagra                   |
| 331039          | 2009 VG53              | 10 de novembre de 2009 | Mount Lemmon         | Mt. Lemmon Survey          |
| 331040          | 2009 VC56              | 22 de setembre de 2009 | Mount Lemmon         | Mt. Lemmon Survey          |
| 331041          | 2009 VE60              | 9 de novembre de 2009  | Catalina             | CSS                        |
| 331042          | 2009 VG61              | 8 de novembre de 2009  | Kitt Peak            | Spacewatch                 |
| 331043          | 2009 VX61              | 8 de novembre de 2009  | Kitt Peak            | Spacewatch                 |
| 331044          | 2009 VQ72              | 15 de novembre de 2009 | Socorro              | LINEAR                     |
| 331045          | 2009 VZ73              | 11 de novembre de 2009 | Mount Lemmon         | Mt. Lemmon Survey          |
| 331046          | 2009 VE77              | 8 de novembre de 2009  | Catalina             | CSS                        |
| 331047          | 2009 VQ86              | 10 de novembre de 2009 | Kitt Peak            | Spacewatch                 |
| 331048          | 2009 VD93              | 9 de novembre de 2009  | Catalina             | CSS                        |
| 331049          | 2009 VV100             | 10 de novembre de 2009 | Kitt Peak            | Spacewatch                 |
| 331050          | 2009 VH107             | 8 de novembre de 2009  | Mount Lemmon         | Mt. Lemmon Survey          |
| 331051          | 2009 VQ108             | 30 de novembre de 2005 | Kitt Peak            | Spacewatch                 |
| 331052          | 2009 VF110             | 9 de novembre de 2009  | Catalina             | CSS                        |
| 331053          | 2009 VQ113             | 11 de novembre de 2009 | Mount Lemmon         | Mt. Lemmon Survey          |
| 331054          | 2009 VO115             | 25 d'octubre de 2009   | Mount Lemmon         | Mt. Lemmon Survey          |
| 331055          | 2009 WJ                | 16 de novembre de 2009 | Mayhill              | Mayhill                    |
| 331056          | 2009 WX                | 17 de novembre de 2009 | Tzec Maun            | D. Chestnov, A. Novichonok |
| 331057          | 2009 WR2               | 26 d'octubre de 2009   | Kitt Peak            | Spacewatch                 |
| 331058          | 2009 WC7               | 18 de novembre de 2009 | Marly                | P. Kocher                  |
| 331059          | 2009 WX8               | 17 de novembre de 2009 | Socorro              | LINEAR                     |
| 331060          | 2009 WY11              | 18 d'abril de 2007     | Mount Lemmon         | Mt. Lemmon Survey          |
| 331061          | 2009 WY13              | 23 d'octubre de 2009   | Mount Lemmon         | Mt. Lemmon Survey          |
| 331062          | 2009 WA16              | 16 de novembre de 2009 | La Sagra             | La Sagra                   |
| 331063          | 2009 WD22              | 18 de novembre de 2009 | Kachina              | J. Hobart                  |
| 331064          | 2009 WW24              | 21 de novembre de 2009 | Mayhill              | A. Lowe                    |
| 331065          | 2009 WV27              | 16 de novembre de 2009 | Kitt Peak            | Spacewatch                 |
| 331066          | 2009 WX27              | 16 de novembre de 2009 | Kitt Peak            | Spacewatch                 |
| 331067          | 2009 WP38              | 17 de novembre de 2009 | Kitt Peak            | Spacewatch                 |
| 331068          | 2009 WZ44              | 25 d'octubre de 2009   | Kitt Peak            | Spacewatch                 |
| 331069          | 2009 WD50              | 19 de novembre de 2009 | Kitt Peak            | Spacewatch                 |
| 331070          | 2009 WK51              | 20 de novembre de 2009 | Mount Lemmon         | Mt. Lemmon Survey          |
| 331071          | 2009 WO52              | 19 de novembre de 2009 | La Sagra             | La Sagra                   |
| 331072          | 2009 WY58              | 7 de setembre de 2004  | Kitt Peak            | Spacewatch                 |
| 331073          | 2009 WU64              | 30 de setembre de 2003 | Kitt Peak            | Spacewatch                 |
| 331074          | 2009 WF66              | 23 d'octubre de 2009   | Mount Lemmon         | Mt. Lemmon Survey          |
| 331075          | 2009 WV70              | 18 de novembre de 2009 | Kitt Peak            | Spacewatch                 |
| 331076          | 2009 WE72              | 18 de novembre de 2009 | Kitt Peak            | Spacewatch                 |
| 331077          | 2009 WA73              | 18 de novembre de 2009 | Kitt Peak            | Spacewatch                 |
| 331078          | 2009 WD93              | 19 de novembre de 2009 | La Sagra             | La Sagra                   |
| 331079          | 2009 WO94              | 20 de novembre de 2009 | Mount Lemmon         | Mt. Lemmon Survey          |
| 331080          | 2009 WH99              | 21 de novembre de 2009 | Kitt Peak            | Spacewatch                 |
| 331081          | 2009 WW100             | 22 de novembre de 2009 | Kitt Peak            | Spacewatch                 |
| 331082          | 2009 WZ103             | 22 de novembre de 2009 | Kitt Peak            | Spacewatch                 |
| 331083          | 2009 WM107             | 17 de novembre de 2009 | Mount Lemmon         | Mt. Lemmon Survey          |
| 331084          | 2009 WS112             | 16 de març de 2004     | Kitt Peak            | Spacewatch                 |
| 331085          | 2009 WC138             | 23 de novembre de 2009 | Mount Lemmon         | Mt. Lemmon Survey          |
| 331086          | 2009 WH141             | 18 de novembre de 2009 | Mount Lemmon         | Mt. Lemmon Survey          |
| 331087          | 2009 WJ150             | 19 de novembre de 2009 | Mount Lemmon         | Mt. Lemmon Survey          |
| 331088          | 2009 WD167             | 21 de novembre de 2009 | Kitt Peak            | Spacewatch                 |
| 331089          | 2009 WR167             | 22 de novembre de 2009 | Kitt Peak            | Spacewatch                 |
| 331090          | 2009 WO171             | 22 de novembre de 2009 | Mount Lemmon         | Mt. Lemmon Survey          |
| 331091          | 2009 WT179             | 23 de novembre de 2009 | Kitt Peak            | Spacewatch                 |
| 331092          | 2009 WN181             | 23 de novembre de 2009 | Mount Lemmon         | Mt. Lemmon Survey          |
| 331093          | 2009 WA182             | 23 de novembre de 2009 | Kitt Peak            | Spacewatch                 |
| 331094          | 2009 WW185             | 24 de novembre de 2009 | Mount Lemmon         | Mt. Lemmon Survey          |
| 331095          | 2009 WK188             | 24 de novembre de 2009 | Mount Lemmon         | Mt. Lemmon Survey          |
| 331096          | 2009 WY192             | 24 de novembre de 2009 | Mount Lemmon         | Mt. Lemmon Survey          |
| 331097          | 2009 WS193             | 18 d'octubre de 2009   | Mount Lemmon         | Mt. Lemmon Survey          |
| 331098          | 2009 WV193             | 9 de novembre de 2009  | Kitt Peak            | Spacewatch                 |
| 331099          | 2009 WS198             | 26 de novembre de 2009 | Mount Lemmon         | Mt. Lemmon Survey          |
| 331100          | 2009 WW220             | 23 d'octubre de 2009   | Kitt Peak            | Spacewatch                 |

## 331101-331200
| Nom    | Designació provisional | Data de descobriment   | Lloc de descobriment | Descobridor/s            |
| ------ | ---------------------- | ---------------------- | -------------------- | ------------------------ |
| 331101 | 2009 WM234             | 19 de novembre de 2009 | Mount Lemmon         | Mt. Lemmon Survey        |
| 331102 | 2009 WF235             | 20 de novembre de 2009 | Kitt Peak            | Spacewatch               |
| 331103 | 2009 WT255             | 20 de novembre de 2009 | Kitt Peak            | Spacewatch               |
| 331104 | 2009 XC1               | 10 de desembre de 2009 | Mayhill              | A. Lowe                  |
| 331105 | 2009 XG9               | 13 de desembre de 2009 | Sonoita (IRO)        | R. Kracht                |
| 331106 | 2010 AN66              | 27 de novembre de 2009 | Mount Lemmon         | Mt. Lemmon Survey        |
| 331107 | 2010 BS118             | 24 de novembre de 2009 | Catalina             | CSS                      |
| 331108 | 2010 DJ51              | 24 de setembre de 2008 | Mount Lemmon         | Mt. Lemmon Survey        |
| 331109 | 2010 NR69              | 14 de juliol de 2010   | WISE                 | WISE                     |
| 331110 | 2010 OK89              | 5 de març de 2008      | Mount Lemmon         | Mt. Lemmon Survey        |
| 331111 | 2010 RT52              | 25 de febrer de 2006   | Catalina             | CSS                      |
| 331112 | 2010 RY62              | 20 d'octubre de 2007   | Mount Lemmon         | Mt. Lemmon Survey        |
| 331113 | 2010 RQ124             | 7 de febrer de 2008    | Kitt Peak            | Spacewatch               |
| 331114 | 2010 RD156             | 16 de desembre de 2007 | Mount Lemmon         | Mt. Lemmon Survey        |
| 331115 | 2010 ST31              | 28 de setembre de 2003 | Socorro              | LINEAR                   |
| 331116 | 2010 TE116             | 26 de març de 2001     | Anderson Mesa        | LONEOS                   |
| 331117 | 2010 TY180             | 8 d'octubre de 2010    | Catalina             | CSS                      |
| 331118 | 2010 UE53              | 14 de setembre de 2007 | Catalina             | CSS                      |
| 331119 | 2010 UJ62              | 18 d'octubre de 2003   | Kitt Peak            | Spacewatch               |
| 331120 | 2010 UJ75              | 12 de novembre de 1996 | Prescott             | P. G. Comba              |
| 331121 | 2010 UB76              | 29 d'agost de 2005     | Kitt Peak            | Spacewatch               |
| 331122 | 2010 UJ82              | 19 d'octubre de 2003   | Kitt Peak            | Spacewatch               |
| 331123 | 2010 UJ106             | 13 de desembre de 2001 | Palomar              | NEAT                     |
| 331124 | 2010 VD13              | 29 de març de 2008     | Kitt Peak            | Spacewatch               |
| 331125 | 2010 VX30              | 16 de setembre de 2010 | Mount Lemmon         | Mt. Lemmon Survey        |
| 331126 | 2010 VV36              | 17 de gener de 2007    | Catalina             | CSS                      |
| 331127 | 2010 VG46              | 18 de setembre de 2010 | Mount Lemmon         | Mt. Lemmon Survey        |
| 331128 | 2010 VV47              | 28 de setembre de 2006 | Kitt Peak            | Spacewatch               |
| 331129 | 2010 VB48              | 2 de novembre de 2006  | Mount Lemmon         | Mt. Lemmon Survey        |
| 331130 | 2010 VF55              | 19 de febrer de 2003   | Palomar              | NEAT                     |
| 331131 | 2010 VB69              | 1 de desembre de 2005  | Mount Lemmon         | Mt. Lemmon Survey        |
| 331132 | 2010 VJ82              | 14 de novembre de 2007 | Mount Lemmon         | Mt. Lemmon Survey        |
| 331133 | 2010 VR85              | 19 de setembre de 2003 | Palomar              | NEAT                     |
| 331134 | 2010 VQ91              | 10 de novembre de 2006 | Kitt Peak            | Spacewatch               |
| 331135 | 2010 VA104             | 4 de desembre de 2005  | Mount Lemmon         | Mt. Lemmon Survey        |
| 331136 | 2010 VA113             | 11 de maig de 1996     | Kitt Peak            | Spacewatch               |
| 331137 | 2010 VR119             | 26 de febrer de 2008   | Bisei SG Center      | BATTeRS                  |
| 331138 | 2010 VD133             | 27 de desembre de 2006 | Catalina             | CSS                      |
| 331139 | 2010 VE160             | 9 de març de 2004      | Palomar              | NEAT                     |
| 331140 | 2010 VL165             | 20 de novembre de 2003 | Socorro              | LINEAR                   |
| 331141 | 2010 VS165             | 9 de maig de 2002      | Palomar              | NEAT                     |
| 331142 | 2010 VH174             | 26 de juliol de 2005   | Palomar              | NEAT                     |
| 331143 | 2010 VR187             | 20 de desembre de 2007 | Kitt Peak            | Spacewatch               |
| 331144 | 2010 VR193             | 16 de maig de 2005     | Mount Lemmon         | Mt. Lemmon Survey        |
| 331145 | 2010 VJ201             | 9 de setembre de 2007  | Siding Spring        | Siding Spring Survey     |
| 331146 | 2010 WJ36              | 6 de març de 2008      | Mount Lemmon         | Mt. Lemmon Survey        |
| 331147 | 2010 WS45              | 28 de desembre de 2005 | Mount Lemmon         | Mt. Lemmon Survey        |
| 331148 | 2010 WT55              | 21 de novembre de 2006 | Mount Lemmon         | Mt. Lemmon Survey        |
| 331149 | 2010 WS57              | 13 de març de 2007     | Mount Lemmon         | Mt. Lemmon Survey        |
| 331150 | 2010 WJ59              | 11 de setembre de 2005 | Kitt Peak            | Spacewatch               |
| 331151 | 2010 WO68              | 30 de novembre de 2010 | Mount Lemmon         | Mt. Lemmon Survey        |
| 331152 | 2010 XC18              | 15 de març de 2007     | Mount Lemmon         | Mt. Lemmon Survey        |
| 331153 | 2010 XU21              | 21 d'octubre de 2006   | Mount Lemmon         | Mt. Lemmon Survey        |
| 331154 | 2010 XL25              | 26 d'abril de 2003     | Haleakala            | NEAT                     |
| 331155 | 2010 XL32              | 16 de setembre de 2004 | Siding Spring        | Siding Spring Survey     |
| 331156 | 2010 XL40              | 27 de gener de 2003    | Anderson Mesa        | LONEOS                   |
| 331157 | 2010 XA42              | 31 d'octubre de 2010   | Mount Lemmon         | Mt. Lemmon Survey        |
| 331158 | 2010 XT42              | 28 de setembre de 2006 | Mount Lemmon         | Mt. Lemmon Survey        |
| 331159 | 2010 XL43              | 4 d'octubre de 2006    | Mount Lemmon         | Mt. Lemmon Survey        |
| 331160 | 2010 XL50              | 19 de setembre de 2006 | Kitt Peak            | Spacewatch               |
| 331161 | 2010 XG52              | 29 d'abril de 2008     | Kitt Peak            | Spacewatch               |
| 331162 | 2010 XB58              | 14 de desembre de 2006 | Socorro              | LINEAR                   |
| 331163 | 2010 XR58              | 8 de desembre de 2002  | Palomar              | NEAT                     |
| 331164 | 2010 XJ66              | 5 d'octubre de 2003    | Kitt Peak            | Spacewatch               |
| 331165 | 2010 YQ3               | 10 de juny de 2008     | Kitt Peak            | Spacewatch               |
| 331166 | 2010 YX4               | 13 d'octubre de 2004   | Anderson Mesa        | LONEOS                   |
| 331167 | 2011 AA3               | 7 d'abril de 2006      | Anderson Mesa        | LONEOS                   |
| 331168 | 2011 AO13              | 1 de febrer de 2006    | Catalina             | CSS                      |
| 331169 | 2011 AS13              | 15 de març de 2004     | Kitt Peak            | Spacewatch               |
| 331170 | 2011 AK16              | 5 de gener de 2011     | Catalina             | CSS                      |
| 331171 | 2011 AP18              | 29 de març de 2001     | Haleakala            | NEAT                     |
| 331172 | 2011 AS19              | 9 de març de 2002      | Kitt Peak            | Spacewatch               |
| 331173 | 2011 AZ19              | 23 de març de 2006     | Catalina             | CSS                      |
| 331174 | 2011 AE25              | 22 de gener de 2002    | Kitt Peak            | Spacewatch               |
| 331175 | 2011 AL26              | 22 d'octubre de 2006   | Mount Lemmon         | Mt. Lemmon Survey        |
| 331176 | 2011 AU28              | 30 de setembre de 2005 | Anderson Mesa        | LONEOS                   |
| 331177 | 2011 AR31              | 12 de desembre de 2006 | Kitt Peak            | Spacewatch               |
| 331178 | 2011 AL33              | 5 d'abril de 2003      | Anderson Mesa        | LONEOS                   |
| 331179 | 2011 AC35              | 11 de febrer de 2008   | Mount Lemmon         | Mt. Lemmon Survey        |
| 331180 | 2011 AG35              | 23 de febrer de 2007   | Catalina             | CSS                      |
| 331181 | 2011 AG40              | 26 de gener de 2006    | Mount Lemmon         | Mt. Lemmon Survey        |
| 331182 | 2011 AC45              | 26 d'octubre de 2009   | Mount Lemmon         | Mt. Lemmon Survey        |
| 331183 | 2011 AT45              | 27 de febrer de 2006   | Kitt Peak            | Spacewatch               |
| 331184 | 2011 AS46              | 19 de març de 2007     | Mount Lemmon         | Mt. Lemmon Survey        |
| 331185 | 2011 AE48              | 1 de novembre de 2005  | Mount Lemmon         | Mt. Lemmon Survey        |
| 331186 | 2011 AC53              | 1 de novembre de 2005  | Mount Lemmon         | Mt. Lemmon Survey        |
| 331187 | 2011 AU56              | 30 d'octubre de 2006   | Mount Lemmon         | Mt. Lemmon Survey        |
| 331188 | 2011 AY58              | 4 de febrer de 2003    | Kitt Peak            | Spacewatch               |
| 331189 | 2011 AZ58              | 18 de novembre de 2009 | Mount Lemmon         | Mt. Lemmon Survey        |
| 331190 | 2011 AC60              | 15 de novembre de 2006 | Catalina             | CSS                      |
| 331191 | 2011 AZ60              | 5 de desembre de 2005  | Mount Lemmon         | Mt. Lemmon Survey        |
| 331192 | 2011 AD61              | 23 de gener de 2006    | Kitt Peak            | Spacewatch               |
| 331193 | 2011 AO61              | 26 d'octubre de 2005   | Kitt Peak            | Spacewatch               |
| 331194 | 2011 AP62              | 22 d'octubre de 2003   | Apache Point         | Sloan Digital Sky Survey |
| 331195 | 2011 AJ68              | 26 de gener de 2006    | Mount Lemmon         | Mt. Lemmon Survey        |
| 331196 | 2011 AX70              | 19 de setembre de 2006 | Catalina             | CSS                      |
| 331197 | 2011 AP72              | 8 de febrer de 2007    | Kitt Peak            | Spacewatch               |
| 331198 | 2011 BY4               | 13 de gener de 2002    | Socorro              | LINEAR                   |
| 331199 | 2011 BO6               | 10 de març de 2007     | Mount Lemmon         | Mt. Lemmon Survey        |
| 331200 | 2011 BN16              | 10 d'abril de 2003     | Kitt Peak            | Spacewatch               |

## 331201-331300
| Nom    | Designació provisional | Data de descobriment   | Lloc de descobriment | Descobridor/s     |
| ------ | ---------------------- | ---------------------- | -------------------- | ----------------- |
| 331201 | 2011 BX19              | 12 de desembre de 2004 | Kitt Peak            | Spacewatch        |
| 331202 | 2011 BZ20              | 4 de novembre de 2005  | Kitt Peak            | Spacewatch        |
| 331203 | 2011 BG22              | 26 d'octubre de 2009   | Mount Lemmon         | Mt. Lemmon Survey |
| 331204 | 2011 BT28              | 25 d'abril de 2007     | Kitt Peak            | Spacewatch        |
| 331205 | 2011 BR31              | 8 d'agost de 2004      | Socorro              | LINEAR            |
| 331206 | 2011 BU33              | 17 de setembre de 2009 | Mount Lemmon         | Mt. Lemmon Survey |
| 331207 | 2011 BM34              | 17 de febrer de 2007   | Kitt Peak            | Spacewatch        |
| 331208 | 2011 BW34              | 14 de març de 2007     | Mount Lemmon         | Mt. Lemmon Survey |
| 331209 | 2011 BC35              | 22 d'octubre de 2009   | Mount Lemmon         | Mt. Lemmon Survey |
| 331210 | 2011 BQ36              | 2 de febrer de 2006    | Mount Lemmon         | Mt. Lemmon Survey |
| 331211 | 2011 BX36              | 23 d'abril de 2006     | Anderson Mesa        | LONEOS            |
| 331212 | 2011 BK37              | 5 de març de 2000      | Socorro              | LINEAR            |
| 331213 | 2011 BY37              | 11 de març de 2005     | Mount Lemmon         | Mt. Lemmon Survey |
| 331214 | 2011 BC39              | 3 de març de 2000      | Kitt Peak            | Spacewatch        |
| 331215 | 2011 BA40              | 12 d'octubre de 2009   | Mount Lemmon         | Mt. Lemmon Survey |
| 331216 | 2011 BU45              | 24 de març de 2006     | Kitt Peak            | Spacewatch        |
| 331217 | 2011 BK47              | 28 d'octubre de 2005   | Kitt Peak            | Spacewatch        |
| 331218 | 2011 BM48              | 4 de novembre de 2004  | Kitt Peak            | Spacewatch        |
| 331219 | 2011 BP50              | 12 de març de 2008     | Kitt Peak            | Spacewatch        |
| 331220 | 2011 BN60              | 11 de gener de 2011    | Kitt Peak            | Spacewatch        |
| 331221 | 2011 BT61              | 23 de juny de 2005     | Palomar              | NEAT              |
| 331222 | 2011 BW63              | 19 de gener de 2002    | Kitt Peak            | Spacewatch        |
| 331223 | 2011 BH68              | 22 de setembre de 2009 | Mount Lemmon         | Mt. Lemmon Survey |
| 331224 | 2011 BJ68              | 22 d'abril de 2007     | Mount Lemmon         | Mt. Lemmon Survey |
| 331225 | 2011 BD74              | 7 de gener de 2006     | Kitt Peak            | Spacewatch        |
| 331226 | 2011 BJ74              | 26 de setembre de 1995 | Kitt Peak            | Spacewatch        |
| 331227 | 2011 BQ78              | 17 de novembre de 2006 | Mount Lemmon         | Mt. Lemmon Survey |
| 331228 | 2011 BS78              | 30 de novembre de 2005 | Kitt Peak            | Spacewatch        |
| 331229 | 2011 BX79              | 4 de novembre de 2005  | Mount Lemmon         | Mt. Lemmon Survey |
| 331230 | 2011 BR81              | 24 de gener de 2007    | Catalina             | CSS               |
| 331231 | 2011 BO82              | 4 de desembre de 2005  | Kitt Peak            | Spacewatch        |
| 331232 | 2011 BT83              | 26 de febrer de 2007   | Mount Lemmon         | Mt. Lemmon Survey |
| 331233 | 2011 BM85              | 17 de novembre de 2009 | Catalina             | CSS               |
| 331234 | 2011 BO85              | 1 d'octubre de 2009    | Mount Lemmon         | Mt. Lemmon Survey |
| 331235 | 2011 BE88              | 27 d'octubre de 2005   | Mount Lemmon         | Mt. Lemmon Survey |
| 331236 | 2011 BK90              | 5 de desembre de 2010  | Mount Lemmon         | Mt. Lemmon Survey |
| 331237 | 2011 BR95              | 25 de novembre de 2005 | Kitt Peak            | Spacewatch        |
| 331238 | 2011 BH98              | 25 de novembre de 2005 | Kitt Peak            | Spacewatch        |
| 331239 | 2011 BK98              | 26 d'octubre de 2009   | Kitt Peak            | Spacewatch        |
| 331240 | 2011 BU102             | 27 de gener de 2007    | Kitt Peak            | Spacewatch        |
| 331241 | 2011 BD103             | 16 de març de 2007     | Mount Lemmon         | Mt. Lemmon Survey |
| 331242 | 2011 BN116             | 17 de juny de 2005     | Mount Lemmon         | Mt. Lemmon Survey |
| 331243 | 2011 BA119             | 31 d'octubre de 2002   | Socorro              | LINEAR            |
| 331244 | 2011 BM121             | 4 de novembre de 2005  | Mount Lemmon         | Mt. Lemmon Survey |
| 331245 | 2011 BV122             | 27 d'octubre de 2005   | Anderson Mesa        | LONEOS            |
| 331246 | 2011 BF132             | 12 de març de 2002     | Kitt Peak            | Spacewatch        |
| 331247 | 2011 BN149             | 11 d'octubre de 2009   | Mount Lemmon         | Mt. Lemmon Survey |
| 331248 | 2011 CW                | 11 d'abril de 2008     | Mount Lemmon         | Mt. Lemmon Survey |
| 331249 | 2011 CX1               | 6 de gener de 2010     | Mount Lemmon         | Mt. Lemmon Survey |
| 331250 | 2011 CA2               | 19 de setembre de 2003 | Kitt Peak            | Spacewatch        |
| 331251 | 2011 CB2               | 27 de gener de 2006    | Catalina             | CSS               |
| 331252 | 2011 CE2               | 9 de gener de 2002     | Socorro              | LINEAR            |
| 331253 | 2011 CH4               | 18 d'octubre de 2009   | Catalina             | CSS               |
| 331254 | 2011 CF17              | 25 d'octubre de 2009   | Mount Lemmon         | Mt. Lemmon Survey |
| 331255 | 2011 CX21              | 29 de setembre de 2009 | Mount Lemmon         | Mt. Lemmon Survey |
| 331256 | 2011 CN27              | 5 de desembre de 2005  | Kitt Peak            | Spacewatch        |
| 331257 | 2011 CR35              | 25 d'octubre de 2005   | Kitt Peak            | Spacewatch        |
| 331258 | 2011 CL39              | 20 d'agost de 2009     | Catalina             | CSS               |
| 331259 | 2011 CB40              | 27 de gener de 2000    | Kitt Peak            | Spacewatch        |
| 331260 | 2011 CL42              | 20 de març de 2007     | Kitt Peak            | Spacewatch        |
| 331261 | 2011 CA43              | 24 d'octubre de 2009   | Mount Lemmon         | Mt. Lemmon Survey |
| 331262 | 2011 CC45              | 5 d'agost de 2002      | Palomar              | NEAT              |
| 331263 | 2011 CK47              | 30 de novembre de 2005 | Kitt Peak            | Spacewatch        |
| 331264 | 2011 CK57              | 24 de febrer de 2006   | Kitt Peak            | Spacewatch        |
| 331265 | 2011 CS60              | 7 de setembre de 2004  | Kitt Peak            | Spacewatch        |
| 331266 | 2011 CH61              | 10 de març de 2003     | Kitt Peak            | Spacewatch        |
| 331267 | 2011 CD70              | 23 de març de 2001     | Haleakala            | NEAT              |
| 331268 | 2011 CN70              | 16 de gener de 2000    | Kitt Peak            | Spacewatch        |
| 331269 | 2011 CZ70              | 9 de març de 2006      | Kitt Peak            | Spacewatch        |
| 331270 | 2011 CW71              | 4 de desembre de 2005  | Kitt Peak            | Spacewatch        |
| 331271 | 2011 CD75              | 28 de setembre de 2009 | Mount Lemmon         | Mt. Lemmon Survey |
| 331272 | 2011 CB78              | 21 de setembre de 2003 | Kitt Peak            | Spacewatch        |
| 331273 | 2011 CM83              | 16 de març de 2007     | Mount Lemmon         | Mt. Lemmon Survey |
| 331274 | 2011 CG88              | 26 d'agost de 2003     | Cerro Tololo         | M. W. Buie        |
| 331275 | 2011 CT88              | 4 de setembre de 2008  | Kitt Peak            | Spacewatch        |
| 331276 | 2011 CO90              | 15 de gener de 2005    | Kitt Peak            | Spacewatch        |
| 331277 | 2011 CV90              | 24 de febrer de 2006   | Kitt Peak            | Spacewatch        |
| 331278 | 2011 CY93              | 6 de setembre de 2008  | Catalina             | CSS               |
| 331279 | 2011 DO4               | 7 de juny de 2002      | Palomar              | NEAT              |
| 331280 | 2011 DV15              | 22 de febrer de 2003   | Kitt Peak            | Spacewatch        |
| 331281 | 2011 DS19              | 11 de març de 2000     | Anderson Mesa        | LONEOS            |
| 331282 | 2011 DE25              | 6 d'agost de 2004      | Palomar              | NEAT              |
| 331283 | 2011 DQ25              | 2 de febrer de 2000    | Kitt Peak            | Spacewatch        |
| 331284 | 2011 DH26              | 1 de febrer de 1995    | Kitt Peak            | Spacewatch        |
| 331285 | 2011 DN27              | 8 de gener de 2006     | Mount Lemmon         | Mt. Lemmon Survey |
| 331286 | 2011 DJ29              | 30 de gener de 2006    | Kitt Peak            | Spacewatch        |
| 331287 | 2011 DC30              | 3 de desembre de 2005  | Mauna Kea            | A. Boattini       |
| 331288 | 2011 DJ40              | 13 de setembre de 2002 | Palomar              | NEAT              |
| 331289 | 2011 DJ43              | 26 de setembre de 2003 | Socorro              | LINEAR            |
| 331290 | 2011 DE49              | 21 d'octubre de 1995   | Kitt Peak            | Spacewatch        |
| 331291 | 2011 EN1               | 21 de setembre de 2004 | Kitt Peak            | Spacewatch        |
| 331292 | 2011 ED6               | 1 de desembre de 2005  | Kitt Peak            | Spacewatch        |
| 331293 | 2011 EN6               | 2 de juny de 1998      | Kitt Peak            | Spacewatch        |
| 331294 | 2011 EH7               | 11 de febrer de 2010   | WISE                 | WISE              |
| 331295 | 2011 EN8               | 18 d'agost de 2009     | Kitt Peak            | Spacewatch        |
| 331296 | 2011 ET14              | 23 d'octubre de 2006   | Kitt Peak            | Spacewatch        |
| 331297 | 2011 EM19              | 26 de desembre de 2009 | Kitt Peak            | Spacewatch        |
| 331298 | 2011 EN19              | 30 de juliol de 2008   | Mount Lemmon         | Mt. Lemmon Survey |
| 331299 | 2011 EM20              | 11 de maig de 2007     | Mount Lemmon         | Mt. Lemmon Survey |
| 331300 | 2011 EN20              | 23 de desembre de 2001 | Kitt Peak            | Spacewatch        |

## 331301-331400
| Nom    | Designació provisional | Data de descobriment   | Lloc de descobriment | Descobridor/s            |
| ------ | ---------------------- | ---------------------- | -------------------- | ------------------------ |
| 331301 | 2011 EW26              | 31 de gener de 2006    | Kitt Peak            | Spacewatch               |
| 331302 | 2011 EX35              | 13 d'abril de 2004     | Kitt Peak            | Spacewatch               |
| 331303 | 2011 EP42              | 8 d'octubre de 2002    | Haleakala            | NEAT                     |
| 331304 | 2011 EA50              | 21 d'abril de 1996     | Kitt Peak            | Spacewatch               |
| 331305 | 2011 ES50              | 29 d'octubre de 2003   | Kitt Peak            | Spacewatch               |
| 331306 | 2011 EQ58              | 17 de gener de 2005    | Kitt Peak            | Spacewatch               |
| 331307 | 2011 EN59              | 22 de maig de 2006     | Kitt Peak            | Spacewatch               |
| 331308 | 2011 EM64              | 25 de novembre de 2009 | Mount Lemmon         | Mt. Lemmon Survey        |
| 331309 | 2011 EB76              | 23 de novembre de 2009 | Catalina             | CSS                      |
| 331310 | 2011 FB1               | 28 d'agost de 2005     | Kitt Peak            | Spacewatch               |
| 331311 | 2011 FP37              | 7 d'abril de 2000      | Socorro              | LINEAR                   |
| 331312 | 2011 FK86              | 27 de juliol de 2005   | Palomar              | NEAT                     |
| 331313 | 2011 FJ105             | 20 d'octubre de 2003   | Palomar              | NEAT                     |
| 331314 | 2011 FF151             | 20 de setembre de 2007 | Kitt Peak            | Spacewatch               |
| 331315 | 2011 GC32              | 13 de gener de 2005    | Catalina             | CSS                      |
| 331316 | 2011 GP36              | 20 d'abril de 2006     | Vallemare Borbon     | V. S. Casulli            |
| 331317 | 2011 GA40              | 28 de gener de 1995    | Kitt Peak            | Spacewatch               |
| 331318 | 2011 QB58              | 13 de setembre de 2002 | Palomar              | NEAT                     |
| 331319 | 2011 SD190             | 7 de maig de 2006      | Mount Lemmon         | Mt. Lemmon Survey        |
| 331320 | 2011 UE87              | 9 de setembre de 2007  | Kitt Peak            | Spacewatch               |
| 331321 | 2011 UN311             | 24 de setembre de 2006 | Kitt Peak            | Spacewatch               |
| 331322 | 2011 WW115             | 30 de novembre de 2006 | Kitt Peak            | Spacewatch               |
| 331323 | 2011 WE118             | 22 d'abril de 2004     | Kitt Peak            | Spacewatch               |
| 331324 | 2011 YE23              | 28 de febrer de 2000   | Socorro              | LINEAR                   |
| 331325 | 2011 YK30              | 25 de febrer de 2007   | Mount Lemmon         | Mt. Lemmon Survey        |
| 331326 | 2011 YA35              | 10 de febrer de 2003   | Kitt Peak            | Spacewatch               |
| 331327 | 2011 YZ44              | 31 de gener de 1998    | Kitt Peak            | Spacewatch               |
| 331328 | 2011 YT59              | 15 de gener de 2004    | Kitt Peak            | Spacewatch               |
| 331329 | 2012 BU10              | 11 d'abril de 2002     | Palomar              | NEAT                     |
| 331330 | 2012 BH15              | 29 de juny de 1997     | Kitt Peak            | Spacewatch               |
| 331331 | 2012 BC17              | 5 d'octubre de 2002    | Palomar              | NEAT                     |
| 331332 | 2012 BD20              | 29 d'octubre de 2005   | Catalina             | CSS                      |
| 331333 | 2012 BS22              | 21 de gener de 2001    | Socorro              | LINEAR                   |
| 331334 | 2012 BA23              | 18 de març de 2001     | Haleakala            | NEAT                     |
| 331335 | 2012 BC34              | 15 de setembre de 1998 | Anderson Mesa        | LONEOS                   |
| 331336 | 2012 BL47              | 29 de juny de 2005     | Kitt Peak            | Spacewatch               |
| 331337 | 2012 BY52              | 17 de setembre de 2003 | Kitt Peak            | Spacewatch               |
| 331338 | 2012 BT53              | 28 d'agost de 2006     | Kitt Peak            | Spacewatch               |
| 331339 | 2012 BG75              | 6 d'octubre de 1996    | Kitt Peak            | Spacewatch               |
| 331340 | 2012 BW75              | 5 de novembre de 1999  | Kitt Peak            | Spacewatch               |
| 331341 | 2012 BL102             | 19 de febrer de 2002   | Cima Ekar            | ADAS                     |
| 331342 | 2012 BJ112             | 28 de setembre de 2006 | Catalina             | CSS                      |
| 331343 | 2012 BB113             | 26 de setembre de 2005 | Kitt Peak            | Spacewatch               |
| 331344 | 2012 BC113             | 30 de setembre de 2005 | Kitt Peak            | Spacewatch               |
| 331345 | 2012 BX119             | 19 de gener de 2002    | Kitt Peak            | Spacewatch               |
| 331346 | 2012 BT126             | 4 de març de 2005      | Kitt Peak            | Spacewatch               |
| 331347 | 2012 CR5               | 7 de setembre de 2004  | Socorro              | LINEAR                   |
| 331348 | 2012 CO12              | 11 de març de 2005     | Kitt Peak            | Spacewatch               |
| 331349 | 2012 CP14              | 20 de novembre de 2001 | Socorro              | LINEAR                   |
| 331350 | 2012 CE15              | 3 de març de 2005      | Catalina             | CSS                      |
| 331351 | 2012 CV33              | 4 d'abril de 2005      | Mount Lemmon         | Mt. Lemmon Survey        |
| 331352 | 2012 CW33              | 16 de març de 2007     | Kitt Peak            | Spacewatch               |
| 331353 | 2012 CN40              | 10 d'octubre de 1999   | Kitt Peak            | Spacewatch               |
| 331354 | 2012 CE46              | 2 de desembre de 2004  | Catalina             | CSS                      |
| 331355 | 2012 CL47              | 9 d'octubre de 2004    | Kitt Peak            | Spacewatch               |
| 331356 | 2012 CO52              | 7 de novembre de 2010  | Catalina             | CSS                      |
| 331357 | 2012 CV52              | 16 de gener de 2005    | Kitt Peak            | Spacewatch               |
| 331358 | 2012 CZ53              | 23 de desembre de 2003 | Socorro              | LINEAR                   |
| 331359 | 2012 DC6               | 27 de gener de 2006    | Catalina             | CSS                      |
| 331360 | 2012 DA15              | 16 de gener de 1996    | Kitt Peak            | Spacewatch               |
| 331361 | 2012 DY17              | 11 de març de 2005     | Anderson Mesa        | LONEOS                   |
| 331362 | 2012 DF24              | 17 d'octubre de 2003   | Kitt Peak            | Spacewatch               |
| 331363 | 2012 DE26              | 25 de desembre de 2005 | Mount Lemmon         | Mt. Lemmon Survey        |
| 331364 | 2012 DK27              | 20 d'agost de 2003     | Palomar              | NEAT                     |
| 331365 | 2012 DM34              | 19 de setembre de 2006 | Catalina             | CSS                      |
| 331366 | 2012 DN34              | 20 de novembre de 2006 | Kitt Peak            | Spacewatch               |
| 331367 | 2012 DG38              | 19 de gener de 2001    | Kitt Peak            | Spacewatch               |
| 331368 | 2012 DJ44              | 19 d'octubre de 2003   | Kitt Peak            | Spacewatch               |
| 331369 | 2012 DJ48              | 14 de març de 2007     | Mount Lemmon         | Mt. Lemmon Survey        |
| 331370 | 2012 DX49              | 1 de setembre de 2005  | Kitt Peak            | Spacewatch               |
| 331371 | 2012 DR53              | 16 de febrer de 2001   | Cima Ekar            | ADAS                     |
| 331372 | 2012 DZ57              | 26 de setembre de 2003 | Apache Point         | Sloan Digital Sky Survey |
| 331373 | 2012 DY58              | 31 de gener de 2006    | Kitt Peak            | Spacewatch               |
| 331374 | 2012 DG72              | 17 de juliol de 2002   | Palomar              | NEAT                     |
| 331375 | 2012 DC74              | 10 de març de 2003     | Kitt Peak            | Spacewatch               |
| 331376 | 2012 DT79              | 2 de desembre de 2005  | Catalina             | CSS                      |
| 331377 | 2012 DO83              | 4 d'abril de 2005      | Mount Lemmon         | Mt. Lemmon Survey        |
| 331378 | 2012 DC87              | 4 d'abril de 2002      | Palomar              | NEAT                     |
| 331379 | 2012 DX87              | 3 d'agost de 2000      | Kitt Peak            | Spacewatch               |
| 331380 | 2012 DS88              | 13 de març de 2005     | Mount Lemmon         | Mt. Lemmon Survey        |
| 331381 | 2012 EE2               | 26 de setembre de 2006 | Kitt Peak            | Spacewatch               |
| 331382 | 2012 ES2               | 1 de novembre de 2006  | Mount Lemmon         | Mt. Lemmon Survey        |
| 331383 | 2012 EE9               | 28 d'agost de 2005     | Kitt Peak            | Spacewatch               |
| 331384 | 2012 EK12              | 7 de març de 2003      | Anderson Mesa        | LONEOS                   |
| 331385 | 2012 ES12              | 17 d'octubre de 1995   | Kitt Peak            | Spacewatch               |
| 331386 | 2012 EU12              | 17 de març de 2005     | Kitt Peak            | Spacewatch               |
| 331387 | 2012 FV3               | 6 de març de 2003      | Anderson Mesa        | LONEOS                   |
| 331388 | 2012 FD11              | 14 de setembre de 2005 | Kitt Peak            | Spacewatch               |
| 331389 | 2012 FJ13              | 26 de setembre de 2005 | Kitt Peak            | Spacewatch               |
| 331390 | 2012 FC14              | 28 de setembre de 2006 | Mount Lemmon         | Mt. Lemmon Survey        |
| 331391 | 2012 FM15              | 23 d'octubre de 2003   | Apache Point         | Sloan Digital Sky Survey |
| 331392 | 2012 FV18              | 11 d'octubre de 2004   | Kitt Peak            | Spacewatch               |
| 331393 | 2012 FJ19              | 19 de març de 2009     | Mount Lemmon         | Mt. Lemmon Survey        |
| 331394 | 2012 FH22              | 4 de gener de 2003     | Kitt Peak            | Spacewatch               |
| 331395 | 2012 FR26              | 13 de novembre de 2007 | Kitt Peak            | Spacewatch               |
| 331396 | 2012 FS28              | 27 de setembre de 2000 | Kitt Peak            | Spacewatch               |
| 331397 | 2012 FP31              | 7 de gener de 2006     | Anderson Mesa        | LONEOS                   |
| 331398 | 2012 FH32              | 10 de març de 2003     | Palomar              | NEAT                     |
| 331399 | 2012 FJ32              | 4 de novembre de 2004  | Catalina             | CSS                      |
| 331400 | 2012 FH34              | 30 de desembre de 2005 | Kitt Peak            | Spacewatch               |

## 331401-331500
| Nom    | Designació provisional | Data de descobriment   | Lloc de descobriment | Descobridor/s                                          |
| ------ | ---------------------- | ---------------------- | -------------------- | ------------------------------------------------------ |
| 331401 | 2012 FU39              | 19 de novembre de 2003 | Catalina             | CSS                                                    |
| 331402 | 2012 FY39              | 10 d'abril de 2005     | Siding Spring        | Siding Spring Survey                                   |
| 331403 | 2012 FH41              | 2 de març de 1995      | Kitt Peak            | Spacewatch                                             |
| 331404 | 2012 FD43              | 14 de gener de 2007    | Nyukasa              | Nyukasa                                                |
| 331405 | 2012 FJ43              | 29 de setembre de 2005 | Mount Lemmon         | Mt. Lemmon Survey                                      |
| 331406 | 2012 FX43              | 3 de novembre de 1996  | Kitt Peak            | Spacewatch                                             |
| 331407 | 2012 FW44              | 17 de novembre de 2006 | Kitt Peak            | Spacewatch                                             |
| 331408 | 2012 FX44              | 7 de setembre de 1999  | Socorro              | LINEAR                                                 |
| 331409 | 2012 FQ47              | 30 de juny de 2004     | Siding Spring        | Siding Spring Survey                                   |
| 331410 | 2012 FM49              | 30 de gener de 2006    | Kitt Peak            | Spacewatch                                             |
| 331411 | 2012 FN56              | 3 de març de 2005      | Kitt Peak            | Spacewatch                                             |
| 331412 | 2012 FD57              | 18 de febrer de 2008   | Mount Lemmon         | Mt. Lemmon Survey                                      |
| 331413 | 2012 FN59              | 31 de gener de 1998    | Caussols             | ODAS                                                   |
| 331414 | 2012 FV59              | 4 de març de 2001      | Kitt Peak            | Spacewatch                                             |
| 331415 | 2012 FE62              | 8 d'octubre de 2004    | Kitt Peak            | Spacewatch                                             |
| 331416 | 2012 FW64              | 11 de gener de 2008    | Kitt Peak            | Spacewatch                                             |
| 331417 | 2012 FG67              | 14 de gener de 2002    | Kitt Peak            | Spacewatch                                             |
| 331418 | 2012 FD68              | 11 d'agost de 2002     | Palomar              | NEAT                                                   |
| 331419 | 2012 FO69              | 18 de desembre de 1995 | Kitt Peak            | Spacewatch                                             |
| 331420 | 2012 FQ72              | 14 d'abril de 2008     | Catalina             | CSS                                                    |
| 331421 | 2012 FW72              | 25 d'abril de 2003     | Anderson Mesa        | LONEOS                                                 |
| 331422 | 2012 FF73              | 19 de març de 1999     | Kitt Peak            | Spacewatch                                             |
| 331423 | 2012 FZ76              | 2 de novembre de 2007  | Kitt Peak            | Spacewatch                                             |
| 331424 | 2012 FK78              | 2 d'octubre de 2005    | Mount Lemmon         | Mt. Lemmon Survey                                      |
| 331425 | 2012 GC1               | 8 de desembre de 2004  | Socorro              | LINEAR                                                 |
| 331426 | 2012 GE1               | 28 d'abril de 2003     | Anderson Mesa        | LONEOS                                                 |
| 331427 | 2012 GL2               | 6 de març de 2008      | Mount Lemmon         | Mt. Lemmon Survey                                      |
| 331428 | 2012 GL5               | 10 de març de 1999     | Kitt Peak            | Spacewatch                                             |
| 331429 | 2012 GO12              | 20 de març de 1999     | Socorro              | LINEAR                                                 |
| 331430 | 2012 GP12              | 20 de setembre de 1995 | Kitt Peak            | Spacewatch                                             |
| 331431 | 2012 GU12              | 9 d'abril de 2003      | Kitt Peak            | Spacewatch                                             |
| 331432 | 2012 GW13              | 25 d'octubre de 2003   | Anderson Mesa        | LONEOS                                                 |
| 331433 | 2012 GK15              | 23 de febrer de 2007   | Kitt Peak            | Spacewatch                                             |
| 331434 | 2012 GJ16              | 26 de gener de 2007    | Kitt Peak            | Spacewatch                                             |
| 331435 | 2012 GC17              | 1 de juny de 2005      | Kitt Peak            | Spacewatch                                             |
| 331436 | 2012 GO17              | 11 d'agost de 2002     | Palomar              | NEAT                                                   |
| 331437 | 2012 GR20              | 13 d'abril de 2008     | Mount Lemmon         | Mt. Lemmon Survey                                      |
| 331438 | 2012 GA21              | 18 d'octubre de 2003   | Kitt Peak            | Spacewatch                                             |
| 331439 | 2012 GC21              | 1 de febrer de 2000    | Kitt Peak            | Spacewatch                                             |
| 331440 | 2012 GT22              | 7 de gener de 2006     | Mount Lemmon         | Mt. Lemmon Survey                                      |
| 331441 | 2012 GX22              | 21 d'agost de 2008     | Kitt Peak            | Spacewatch                                             |
| 331442 | 2012 GZ22              | 23 de juny de 1995     | Kitt Peak            | Spacewatch                                             |
| 331443 | 2012 HU1               | 9 de juny de 2007      | Catalina             | CSS                                                    |
| 331444 | 2012 HO3               | 25 de febrer de 2006   | Kitt Peak            | Spacewatch                                             |
| 331445 | 2012 HD6               | 11 de maig de 2007     | Mount Lemmon         | Mt. Lemmon Survey                                      |
| 331446 | 2012 HN6               | 10 de setembre de 2004 | Kitt Peak            | Spacewatch                                             |
| 331447 | 2012 HG7               | 30 de setembre de 1991 | Kitt Peak            | Spacewatch                                             |
| 331448 | 2012 HX7               | 29 d'octubre de 2003   | Kitt Peak            | Spacewatch                                             |
| 331449 | 2012 HM9               | 23 de gener de 2006    | Kitt Peak            | Spacewatch                                             |
| 331450 | 2012 HC16              | 1 de març de 1992      | La Silla             | UESAC                                                  |
| 331451 | 2012 HM16              | 10 d'agost de 1996     | Haleakala            | NEAT                                                   |
| 331452 | 2012 HF18              | 24 de maig de 2001     | Apache Point         | Sloan Digital Sky Survey                               |
| 331453 | 2012 HF20              | 20 d'agost de 2002     | Palomar              | NEAT                                                   |
| 331454 | 2012 HF23              | 18 d'octubre de 2003   | Anderson Mesa        | LONEOS                                                 |
| 331455 | 2012 HJ23              | 23 de gener de 2006    | Kitt Peak            | Spacewatch                                             |
| 331456 | 2012 HK24              | 8 de setembre de 1999  | Catalina             | CSS                                                    |
| 331457 | 2012 HN26              | 23 de febrer de 2007   | Kitt Peak            | Spacewatch                                             |
| 331458 | 2012 HW26              | 8 d'octubre de 2004    | Kitt Peak            | Spacewatch                                             |
| 331459 | 2012 HW27              | 17 de setembre de 2003 | Kitt Peak            | Spacewatch                                             |
| 331460 | 2012 HA28              | 24 de setembre de 2009 | Mount Lemmon         | Mt. Lemmon Survey                                      |
| 331461 | 2012 HZ29              | 29 de setembre de 2003 | Kitt Peak            | Spacewatch                                             |
| 331462 | 2012 HA30              | 10 de febrer de 1999   | Kitt Peak            | Spacewatch                                             |
| 331463 | 2012 HF30              | 19 d'abril de 2007     | Mount Lemmon         | Mt. Lemmon Survey                                      |
| 331464 | 2012 HB32              | 19 d'octubre de 2003   | Kitt Peak            | Spacewatch                                             |
| 331465 | 2012 HG34              | 11 de maig de 2007     | Mount Lemmon         | Mt. Lemmon Survey                                      |
| 331466 | 2012 HR34              | 12 de novembre de 2001 | Apache Point         | Sloan Digital Sky Survey                               |
| 331467 | 2012 HY36              | 16 d'octubre de 2006   | Catalina             | CSS                                                    |
| 331468 | 2012 JB                | 19 de setembre de 2009 | Mount Lemmon         | Mt. Lemmon Survey                                      |
| 331469 | 6006 P-L               | 24 de setembre de 1960 | Palomar              | C. J. van Houten, I. van Houten-Groeneveld, T. Gehrels |
| 331470 | 3171 T-3               | 16 d'octubre de 1977   | Palomar              | C. J. van Houten, I. van Houten-Groeneveld, T. Gehrels |
| 331471 | 1984 QY1               | 27 d'agost de 1984     | Palomar              | E. F. Helin, P. Rose                                   |
| 331472 | 1993 BB9               | 21 de gener de 1993    | Kitt Peak            | Spacewatch                                             |
| 331473 | 1993 TP5               | 9 d'octubre de 1993    | Kitt Peak            | Spacewatch                                             |
| 331474 | 1994 PO14              | 10 d'agost de 1994     | La Silla             | E. W. Elst                                             |
| 331475 | 1995 SZ13              | 18 de setembre de 1995 | Kitt Peak            | Spacewatch                                             |
| 331476 | 1995 US17              | 18 d'octubre de 1995   | Kitt Peak            | Spacewatch                                             |
| 331477 | 1996 TO24              | 6 d'octubre de 1996    | Kitt Peak            | Spacewatch                                             |
| 331478 | 1997 TR19              | 2 d'octubre de 1997    | Kitt Peak            | Spacewatch                                             |
| 331479 | 1997 WS11              | 22 de novembre de 1997 | Kitt Peak            | Spacewatch                                             |
| 331480 | 1997 WP15              | 23 de novembre de 1997 | Kitt Peak            | Spacewatch                                             |
| 331481 | 1998 KH12              | 27 de maig de 1998     | Kitt Peak            | Spacewatch                                             |
| 331482 | 1998 RM23              | 14 de setembre de 1998 | Socorro              | LINEAR                                                 |
| 331483 | 1998 SY49              | 25 de setembre de 1998 | Kitt Peak            | Spacewatch                                             |
| 331484 | 1998 UX                | 18 d'octubre de 1998   | Catalina             | CSS                                                    |
| 331485 | 1998 VM43              | 15 de novembre de 1998 | Kitt Peak            | Spacewatch                                             |
| 331486 | 1998 VQ56              | 10 de novembre de 1998 | Anderson Mesa        | LONEOS                                                 |
| 331487 | 1998 WA30              | 24 de novembre de 1998 | Kitt Peak            | Spacewatch                                             |
| 331488 | 1998 YT33              | 22 de desembre de 1998 | Kitt Peak            | Spacewatch                                             |
| 331489 | 1999 BA31              | 19 de gener de 1999    | Kitt Peak            | Spacewatch                                             |
| 331490 | 1999 GB16              | 9 d'abril de 1999      | Socorro              | LINEAR                                                 |
| 331491 | 1999 NK32              | 14 de juliol de 1999   | Socorro              | LINEAR                                                 |
| 331492 | 1999 RG168             | 9 de setembre de 1999  | Socorro              | LINEAR                                                 |
| 331493 | 1999 RU199             | 8 de setembre de 1999  | Socorro              | LINEAR                                                 |
| 331494 | 1999 RN205             | 8 de setembre de 1999  | Socorro              | LINEAR                                                 |
| 331495 | 1999 RY221             | 6 de setembre de 1999  | Catalina             | CSS                                                    |
| 331496 | 1999 RN238             | 8 de setembre de 1999  | Socorro              | LINEAR                                                 |
| 331497 | 1999 TK76              | 10 d'octubre de 1999   | Kitt Peak            | Spacewatch                                             |
| 331498 | 1999 TX123             | 15 d'octubre de 1999   | Socorro              | LINEAR                                                 |
| 331499 | 1999 TR170             | 10 d'octubre de 1999   | Socorro              | LINEAR                                                 |
| 331500 | 1999 TH232             | 5 d'octubre de 1999    | Anderson Mesa        | LONEOS                                                 |

## 331501-331600
| Nom    | Designació provisional | Data de descobriment   | Lloc de descobriment | Descobridor/s            |
| ------ | ---------------------- | ---------------------- | -------------------- | ------------------------ |
| 331501 | 1999 TS272             | 3 d'octubre de 1999    | Socorro              | LINEAR                   |
| 331502 | 1999 TH307             | 3 d'octubre de 1999    | Kitt Peak            | Spacewatch               |
| 331503 | 1999 TF315             | 9 d'octubre de 1999    | Socorro              | LINEAR                   |
| 331504 | 1999 UJ16              | 29 d'octubre de 1999   | Catalina             | CSS                      |
| 331505 | 1999 UN36              | 16 d'octubre de 1999   | Kitt Peak            | Spacewatch               |
| 331506 | 1999 VC12              | 10 de novembre de 1999 | Fountain Hills       | C. W. Juels              |
| 331507 | 1999 XQ117             | 5 de desembre de 1999  | Catalina             | CSS                      |
| 331508 | 1999 XC261             | 8 de desembre de 1999  | Socorro              | LINEAR                   |
| 331509 | 1999 YA                | 16 de desembre de 1999 | Socorro              | LINEAR                   |
| 331510 | 2000 AE6               | 4 de gener de 2000     | Socorro              | LINEAR                   |
| 331511 | 2000 AU223             | 9 de gener de 2000     | Kitt Peak            | Spacewatch               |
| 331512 | 2000 BP41              | 30 de gener de 2000    | Kitt Peak            | Spacewatch               |
| 331513 | 2000 CU19              | 11 de gener de 2000    | Socorro              | LINEAR                   |
| 331514 | 2000 DO78              | 29 de febrer de 2000   | Socorro              | LINEAR                   |
| 331515 | 2000 DS95              | 28 de febrer de 2000   | Socorro              | LINEAR                   |
| 331516 | 2000 EA147             | 4 de març de 2000      | Socorro              | LINEAR                   |
| 331517 | 2000 FW4               | 27 de març de 2000     | Kitt Peak            | Spacewatch               |
| 331518 | 2000 JE31              | 7 de maig de 2000      | Socorro              | LINEAR                   |
| 331519 | 2000 NJ19              | 5 de juliol de 2000    | Anderson Mesa        | LONEOS                   |
| 331520 | 2000 QV32              | 26 d'agost de 2000     | Socorro              | LINEAR                   |
| 331521 | 2000 QY40              | 24 d'agost de 2000     | Socorro              | LINEAR                   |
| 331522 | 2000 QD70              | 24 d'agost de 2000     | Socorro              | LINEAR                   |
| 331523 | 2000 QE202             | 29 d'agost de 2000     | Socorro              | LINEAR                   |
| 331524 | 2000 RJ                | 1 de setembre de 2000  | Socorro              | LINEAR                   |
| 331525 | 2000 RM103             | 5 de setembre de 2000  | Anderson Mesa        | LONEOS                   |
| 331526 | 2000 SF5               | 22 de setembre de 2000 | Socorro              | LINEAR                   |
| 331527 | 2000 SM21              | 24 de setembre de 2000 | Socorro              | LINEAR                   |
| 331528 | 2000 SY95              | 23 de setembre de 2000 | Socorro              | LINEAR                   |
| 331529 | 2000 SR126             | 24 de setembre de 2000 | Socorro              | LINEAR                   |
| 331530 | 2000 SM135             | 23 de setembre de 2000 | Socorro              | LINEAR                   |
| 331531 | 2000 SO143             | 24 de setembre de 2000 | Socorro              | LINEAR                   |
| 331532 | 2000 SJ192             | 24 de setembre de 2000 | Socorro              | LINEAR                   |
| 331533 | 2000 SG204             | 24 de setembre de 2000 | Socorro              | LINEAR                   |
| 331534 | 2000 SC254             | 24 de setembre de 2000 | Socorro              | LINEAR                   |
| 331535 | 2000 SN273             | 28 de setembre de 2000 | Socorro              | LINEAR                   |
| 331536 | 2000 SC284             | 23 de setembre de 2000 | Socorro              | LINEAR                   |
| 331537 | 2000 SR314             | 28 de setembre de 2000 | Socorro              | LINEAR                   |
| 331538 | 2000 SO340             | 24 de setembre de 2000 | Socorro              | LINEAR                   |
| 331539 | 2000 SX348             | 30 de setembre de 2000 | Anderson Mesa        | LONEOS                   |
| 331540 | 2000 SC349             | 30 de setembre de 2000 | Anderson Mesa        | LONEOS                   |
| 331541 | 2000 TQ20              | 29 de setembre de 2000 | Anderson Mesa        | LONEOS                   |
| 331542 | 2000 TZ34              | 6 d'octubre de 2000    | Anderson Mesa        | LONEOS                   |
| 331543 | 2000 TT36              | 6 d'octubre de 2000    | Anderson Mesa        | LONEOS                   |
| 331544 | 2000 TG54              | 1 d'octubre de 2000    | Socorro              | LINEAR                   |
| 331545 | 2000 UE59              | 25 d'octubre de 2000   | Socorro              | LINEAR                   |
| 331546 | 2000 UG68              | 25 d'octubre de 2000   | Socorro              | LINEAR                   |
| 331547 | 2000 VL39              | 1 de novembre de 2000  | Socorro              | LINEAR                   |
| 331548 | 2000 VO47              | 1 de novembre de 2000  | Socorro              | LINEAR                   |
| 331549 | 2000 WG18              | 21 de novembre de 2000 | Socorro              | LINEAR                   |
| 331550 | 2000 WP53              | 27 de novembre de 2000 | Kitt Peak            | Spacewatch               |
| 331551 | 2000 WL54              | 20 de novembre de 2000 | Socorro              | LINEAR                   |
| 331552 | 2000 WH65              | 28 de novembre de 2000 | Kitt Peak            | Spacewatch               |
| 331553 | 2000 WZ71              | 19 de novembre de 2000 | Socorro              | LINEAR                   |
| 331554 | 2000 WH160             | 20 de novembre de 2000 | Anderson Mesa        | LONEOS                   |
| 331555 | 2000 XA2               | 1 de desembre de 2000  | Socorro              | LINEAR                   |
| 331556 | 2000 XE54              | 15 de desembre de 2000 | Uccle                | T. Pauwels               |
| 331557 | 2000 YZ14              | 20 de desembre de 2000 | Uccle                | T. Pauwels               |
| 331558 | 2001 BJ6               | 19 de gener de 2001    | Socorro              | LINEAR                   |
| 331559 | 2001 DV24              | 17 de febrer de 2001   | Socorro              | LINEAR                   |
| 331560 | 2001 HB40              | 29 d'abril de 2001     | Kitt Peak            | Spacewatch               |
| 331561 | 2001 KO19              | 21 de maig de 2001     | Socorro              | LINEAR                   |
| 331562 | 2001 MS7               | 23 de juny de 2001     | Palomar              | NEAT                     |
| 331563 | 2001 OJ18              | 17 de juliol de 2001   | Haleakala            | NEAT                     |
| 331564 | 2001 OF27              | 18 de juliol de 2001   | Palomar              | NEAT                     |
| 331565 | 2001 OU31              | 23 de juliol de 2001   | Palomar              | NEAT                     |
| 331566 | 2001 PY9               | 8 d'agost de 2001      | Haleakala            | NEAT                     |
| 331567 | 2001 PR57              | 14 d'agost de 2001     | Haleakala            | NEAT                     |
| 331568 | 2001 QE37              | 16 d'agost de 2001     | Socorro              | LINEAR                   |
| 331569 | 2001 QO52              | 16 d'agost de 2001     | Socorro              | LINEAR                   |
| 331570 | 2001 QS67              | 19 d'agost de 2001     | Socorro              | LINEAR                   |
| 331571 | 2001 QH92              | 19 d'agost de 2001     | Socorro              | LINEAR                   |
| 331572 | 2001 QC168             | 24 d'agost de 2001     | Haleakala            | NEAT                     |
| 331573 | 2001 QL197             | 22 d'agost de 2001     | Palomar              | NEAT                     |
| 331574 | 2001 QW226             | 24 d'agost de 2001     | Anderson Mesa        | LONEOS                   |
| 331575 | 2001 QV228             | 24 d'agost de 2001     | Anderson Mesa        | LONEOS                   |
| 331576 | 2001 QR264             | 26 d'agost de 2001     | Anderson Mesa        | LONEOS                   |
| 331577 | 2001 QR275             | 19 d'agost de 2001     | Socorro              | LINEAR                   |
| 331578 | 2001 RS65              | 10 de setembre de 2001 | Socorro              | LINEAR                   |
| 331579 | 2001 RD72              | 10 de setembre de 2001 | Socorro              | LINEAR                   |
| 331580 | 2001 RP90              | 11 de setembre de 2001 | Anderson Mesa        | LONEOS                   |
| 331581 | 2001 SO13              | 16 de setembre de 2001 | Socorro              | LINEAR                   |
| 331582 | 2001 SD80              | 20 de setembre de 2001 | Socorro              | LINEAR                   |
| 331583 | 2001 SV119             | 16 de setembre de 2001 | Socorro              | LINEAR                   |
| 331584 | 2001 SE143             | 16 de setembre de 2001 | Socorro              | LINEAR                   |
| 331585 | 2001 SP143             | 16 de setembre de 2001 | Socorro              | LINEAR                   |
| 331586 | 2001 SU206             | 19 de setembre de 2001 | Socorro              | LINEAR                   |
| 331587 | 2001 TW                | 9 d'octubre de 2001    | Socorro              | LINEAR                   |
| 331588 | 2001 TZ22              | 13 d'octubre de 2001   | Socorro              | LINEAR                   |
| 331589 | 2001 TN103             | 14 d'octubre de 2001   | Socorro              | LINEAR                   |
| 331590 | 2001 TY132             | 12 d'octubre de 2001   | Haleakala            | NEAT                     |
| 331591 | 2001 TY170             | 15 d'octubre de 2001   | Haleakala            | NEAT                     |
| 331592 | 2001 TQ248             | 14 d'octubre de 2001   | Apache Point         | Sloan Digital Sky Survey |
| 331593 | 2001 UJ97              | 17 d'octubre de 2001   | Socorro              | LINEAR                   |
| 331594 | 2001 UL106             | 20 d'octubre de 2001   | Socorro              | LINEAR                   |
| 331595 | 2001 UF208             | 20 d'octubre de 2001   | Kitt Peak            | Spacewatch               |
| 331596 | 2001 UT221             | 24 d'octubre de 2001   | Socorro              | LINEAR                   |
| 331597 | 2001 VG12              | 10 de novembre de 2001 | Socorro              | LINEAR                   |
| 331598 | 2001 VR20              | 9 de novembre de 2001  | Socorro              | LINEAR                   |
| 331599 | 2001 VW80              | 10 de novembre de 2001 | Palomar              | NEAT                     |
| 331600 | 2001 VH89              | 12 de novembre de 2001 | Socorro              | LINEAR                   |

## 331601-331700
| Nom    | Designació provisional | Data de descobriment   | Lloc de descobriment | Descobridor/s               |
| ------ | ---------------------- | ---------------------- | -------------------- | --------------------------- |
| 331601 | 2001 WL17              | 17 de novembre de 2001 | Socorro              | LINEAR                      |
| 331602 | 2001 WZ46              | 20 de novembre de 2001 | Socorro              | LINEAR                      |
| 331603 | 2001 WM51              | 14 d'octubre de 2001   | Socorro              | LINEAR                      |
| 331604 | 2001 WD98              | 18 d'octubre de 2001   | Kitt Peak            | Spacewatch                  |
| 331605 | 2001 XB5               | 10 de desembre de 2001 | Uccle                | T. Pauwels                  |
| 331606 | 2001 XB19              | 9 de desembre de 2001  | Socorro              | LINEAR                      |
| 331607 | 2001 XA96              | 10 de desembre de 2001 | Socorro              | LINEAR                      |
| 331608 | 2001 XA112             | 11 de desembre de 2001 | Socorro              | LINEAR                      |
| 331609 | 2001 XN216             | 14 de desembre de 2001 | Socorro              | LINEAR                      |
| 331610 | 2001 XK245             | 15 de desembre de 2001 | Socorro              | LINEAR                      |
| 331611 | 2001 XJ250             | 14 de desembre de 2001 | Socorro              | LINEAR                      |
| 331612 | 2001 YD24              | 18 de desembre de 2001 | Socorro              | LINEAR                      |
| 331613 | 2001 YB88              | 18 de desembre de 2001 | Socorro              | LINEAR                      |
| 331614 | 2001 YA137             | 22 de desembre de 2001 | Socorro              | LINEAR                      |
| 331615 | 2002 AQ38              | 9 de gener de 2002     | Socorro              | LINEAR                      |
| 331616 | 2002 AP39              | 9 de gener de 2002     | Socorro              | LINEAR                      |
| 331617 | 2002 AZ68              | 13 de gener de 2002    | Kitt Peak            | Spacewatch                  |
| 331618 | 2002 AL82              | 9 de gener de 2002     | Socorro              | LINEAR                      |
| 331619 | 2002 AO84              | 9 de gener de 2002     | Socorro              | LINEAR                      |
| 331620 | 2002 AY102             | 8 de gener de 2002     | Socorro              | LINEAR                      |
| 331621 | 2002 CT5               | 4 de febrer de 2002    | Haleakala            | NEAT                        |
| 331622 | 2002 CL36              | 14 de gener de 2002    | Socorro              | LINEAR                      |
| 331623 | 2002 CS130             | 7 de febrer de 2002    | Socorro              | LINEAR                      |
| 331624 | 2002 CR232             | 10 de febrer de 2002   | Socorro              | LINEAR                      |
| 331625 | 2002 CE272             | 8 de febrer de 2002    | Palomar              | NEAT                        |
| 331626 | 2002 DM5               | 16 de febrer de 2002   | Haleakala            | NEAT                        |
| 331627 | 2002 EM62              | 13 de març de 2002     | Socorro              | LINEAR                      |
| 331628 | 2002 FU4               | 8 de febrer de 2002    | Anderson Mesa        | LONEOS                      |
| 331629 | 2002 GD28              | 6 d'abril de 2002      | Cerro Tololo         | M. W. Buie                  |
| 331630 | 2002 GB59              | 8 d'abril de 2002      | Palomar              | NEAT                        |
| 331631 | 2002 GS70              | 8 d'abril de 2002      | Palomar              | NEAT                        |
| 331632 | 2002 GE117             | 11 d'abril de 2002     | Socorro              | LINEAR                      |
| 331633 | 2002 GQ124             | 12 d'abril de 2002     | Kitt Peak            | Spacewatch                  |
| 331634 | 2002 GW180             | 12 d'abril de 2002     | Palomar              | NEAT                        |
| 331635 | 2002 GC184             | 14 d'abril de 2002     | Palomar              | NEAT                        |
| 331636 | 2002 JK7               | 4 de maig de 2002      | Palomar              | NEAT                        |
| 331637 | 2002 JZ108             | 6 de maig de 2002      | Socorro              | LINEAR                      |
| 331638 | 2002 JP123             | 6 de maig de 2002      | Palomar              | NEAT                        |
| 331639 | 2002 NS3               | 8 de juliol de 2002    | Palomar              | NEAT                        |
| 331640 | 2002 ND5               | 10 de juliol de 2002   | Campo Imperatore     | CINEOS                      |
| 331641 | 2002 NW35              | 9 de juliol de 2002    | Socorro              | LINEAR                      |
| 331642 | 2002 NQ36              | 9 de juliol de 2002    | Socorro              | LINEAR                      |
| 331643 | 2002 NQ39              | 14 de juliol de 2002   | Socorro              | LINEAR                      |
| 331644 | 2002 NN58              | 12 de juliol de 2002   | Palomar              | NEAT                        |
| 331645 | 2002 NX68              | 14 de juliol de 2002   | Palomar              | NEAT                        |
| 331646 | 2002 NU72              | 8 de juliol de 2002    | Palomar              | NEAT                        |
| 331647 | 2002 NF79              | 23 d'octubre de 2003   | Kitt Peak            | Spacewatch                  |
| 331648 | 2002 OQ31              | 17 de juliol de 2002   | Palomar              | NEAT                        |
| 331649 | 2002 OJ32              | 20 de juliol de 2002   | Palomar              | NEAT                        |
| 331650 | 2002 OJ34              | 22 de juliol de 2002   | Palomar              | NEAT                        |
| 331651 | 2002 PX2               | 3 d'agost de 2002      | Palomar              | NEAT                        |
| 331652 | 2002 PN5               | 4 d'agost de 2002      | Palomar              | NEAT                        |
| 331653 | 2002 PB9               | 5 d'agost de 2002      | Palomar              | NEAT                        |
| 331654 | 2002 PK16              | 6 d'agost de 2002      | Palomar              | NEAT                        |
| 331655 | 2002 PR25              | 6 d'agost de 2002      | Palomar              | NEAT                        |
| 331656 | 2002 PP30              | 6 d'agost de 2002      | Palomar              | NEAT                        |
| 331657 | 2002 PF33              | 5 d'agost de 2002      | Campo Imperatore     | CINEOS                      |
| 331658 | 2002 PC39              | 6 d'agost de 2002      | Palomar              | NEAT                        |
| 331659 | 2002 PH90              | 11 d'agost de 2002     | Socorro              | LINEAR                      |
| 331660 | 2002 PS101             | 12 d'agost de 2002     | Socorro              | LINEAR                      |
| 331661 | 2002 PG102             | 12 d'agost de 2002     | Socorro              | LINEAR                      |
| 331662 | 2002 PT103             | 12 d'agost de 2002     | Socorro              | LINEAR                      |
| 331663 | 2002 PN105             | 12 d'agost de 2002     | Socorro              | LINEAR                      |
| 331664 | 2002 PC106             | 12 d'agost de 2002     | Socorro              | LINEAR                      |
| 331665 | 2002 PB137             | 15 d'agost de 2002     | Palomar              | NEAT                        |
| 331666 | 2002 PR138             | 11 d'agost de 2002     | Socorro              | LINEAR                      |
| 331667 | 2002 PP162             | 8 d'agost de 2002      | Palomar              | S. F. Hoenig                |
| 331668 | 2002 PK167             | 8 d'agost de 2002      | Palomar              | NEAT                        |
| 331669 | 2002 PL168             | 8 d'agost de 2002      | Palomar              | NEAT                        |
| 331670 | 2002 PF178             | 15 d'agost de 2002     | Palomar              | NEAT                        |
| 331671 | 2002 PO181             | 15 d'agost de 2002     | Palomar              | NEAT                        |
| 331672 | 2002 PF184             | 15 d'agost de 2002     | Palomar              | NEAT                        |
| 331673 | 2002 PS184             | 8 d'agost de 2002      | Palomar              | NEAT                        |
| 331674 | 2002 PU188             | 8 d'agost de 2002      | Palomar              | NEAT                        |
| 331675 | 2002 PB194             | 3 de febrer de 2009    | Mount Lemmon         | Mt. Lemmon Survey           |
| 331676 | 2002 PA195             | 2 de febrer de 2008    | Kitt Peak            | Spacewatch                  |
| 331677 | 2002 PS199             | 29 de juliol de 2008   | Kitt Peak            | Spacewatch                  |
| 331678 | 2002 QC10              | 20 d'agost de 2002     | Kvistaberg           | Uppsala-DLR Asteroid Survey |
| 331679 | 2002 QG13              | 26 d'agost de 2002     | Palomar              | NEAT                        |
| 331680 | 2002 QY24              | 28 d'agost de 2002     | Socorro              | LINEAR                      |
| 331681 | 2002 QY65              | 17 d'agost de 2002     | Palomar              | NEAT                        |
| 331682 | 2002 QK77              | 17 d'agost de 2002     | Palomar              | NEAT                        |
| 331683 | 2002 QF79              | 20 de desembre de 2004 | Mount Lemmon         | Mt. Lemmon Survey           |
| 331684 | 2002 QJ90              | 30 d'agost de 2002     | Palomar              | NEAT                        |
| 331685 | 2002 QB92              | 28 d'agost de 2002     | Palomar              | NEAT                        |
| 331686 | 2002 QR101             | 16 d'agost de 2002     | Palomar              | NEAT                        |
| 331687 | 2002 QF104             | 26 d'agost de 2002     | Palomar              | NEAT                        |
| 331688 | 2002 QB112             | 16 d'agost de 2002     | Palomar              | NEAT                        |
| 331689 | 2002 QX116             | 29 d'agost de 2002     | Palomar              | NEAT                        |
| 331690 | 2002 QS119             | 17 d'agost de 2002     | Palomar              | NEAT                        |
| 331691 | 2002 QB122             | 16 d'agost de 2002     | Palomar              | NEAT                        |
| 331692 | 2002 QK127             | 18 d'agost de 2002     | Palomar              | NEAT                        |
| 331693 | 2002 QR130             | 30 d'agost de 2002     | Palomar              | NEAT                        |
| 331694 | 2002 QR141             | 24 de novembre de 2003 | Kitt Peak            | Spacewatch                  |
| 331695 | 2002 QQ142             | 30 de setembre de 2008 | Catalina             | CSS                         |
| 331696 | 2002 QA148             | 4 d'octubre de 2006    | Mount Lemmon         | Mt. Lemmon Survey           |
| 331697 | 2002 RX4               | 3 de setembre de 2002  | Palomar              | NEAT                        |
| 331698 | 2002 RS44              | 5 de setembre de 2002  | Socorro              | LINEAR                      |
| 331699 | 2002 RT45              | 5 de setembre de 2002  | Socorro              | LINEAR                      |
| 331700 | 2002 RO46              | 5 de setembre de 2002  | Socorro              | LINEAR                      |

## 331701-331800
| Nom    | Designació provisional | Data de descobriment   | Lloc de descobriment | Descobridor/s            |
| ------ | ---------------------- | ---------------------- | -------------------- | ------------------------ |
| 331701 | 2002 RC55              | 5 de setembre de 2002  | Anderson Mesa        | LONEOS                   |
| 331702 | 2002 RJ69              | 4 de setembre de 2002  | Anderson Mesa        | LONEOS                   |
| 331703 | 2002 RB71              | 4 de setembre de 2002  | Palomar              | NEAT                     |
| 331704 | 2002 RV72              | 5 de setembre de 2002  | Socorro              | LINEAR                   |
| 331705 | 2002 RV89              | 5 de setembre de 2002  | Socorro              | LINEAR                   |
| 331706 | 2002 RN92              | 5 de setembre de 2002  | Socorro              | LINEAR                   |
| 331707 | 2002 RK105             | 5 de setembre de 2002  | Socorro              | LINEAR                   |
| 331708 | 2002 RU143             | 11 de setembre de 2002 | Palomar              | NEAT                     |
| 331709 | 2002 RC151             | 12 de setembre de 2002 | Palomar              | NEAT                     |
| 331710 | 2002 RK185             | 12 de setembre de 2002 | Palomar              | NEAT                     |
| 331711 | 2002 RF186             | 12 de setembre de 2002 | Palomar              | NEAT                     |
| 331712 | 2002 RY201             | 13 de setembre de 2002 | Anderson Mesa        | LONEOS                   |
| 331713 | 2002 RF240             | 14 de setembre de 2002 | Palomar              | R. Matson                |
| 331714 | 2002 RS253             | 8 de març de 2005      | Mount Lemmon         | Mt. Lemmon Survey        |
| 331715 | 2002 RF255             | 15 de setembre de 2002 | Palomar              | NEAT                     |
| 331716 | 2002 RU255             | 5 de març de 2006      | Kitt Peak            | Spacewatch               |
| 331717 | 2002 RV280             | 17 de gener de 2005    | Kitt Peak            | Spacewatch               |
| 331718 | 2002 RM287             | 16 d'agost de 2002     | Kitt Peak            | Spacewatch               |
| 331719 | 2002 SS55              | 30 de setembre de 2002 | Socorro              | LINEAR                   |
| 331720 | 2002 SC59              | 16 de setembre de 2002 | Palomar              | NEAT                     |
| 331721 | 2002 SJ73              | 16 de setembre de 2002 | Palomar              | NEAT                     |
| 331722 | 2002 TR10              | 1 d'octubre de 2002    | Anderson Mesa        | LONEOS                   |
| 331723 | 2002 TG71              | 3 d'octubre de 2002    | Palomar              | NEAT                     |
| 331724 | 2002 TB73              | 3 d'octubre de 2002    | Palomar              | NEAT                     |
| 331725 | 2002 TO86              | 17 de setembre de 2002 | Haleakala            | NEAT                     |
| 331726 | 2002 TU90              | 3 d'octubre de 2002    | Palomar              | NEAT                     |
| 331727 | 2002 TC99              | 3 d'octubre de 2002    | Socorro              | LINEAR                   |
| 331728 | 2002 TP103             | 4 d'octubre de 2002    | Socorro              | LINEAR                   |
| 331729 | 2002 TW112             | 3 d'octubre de 2002    | Socorro              | LINEAR                   |
| 331730 | 2002 TM123             | 4 d'octubre de 2002    | Palomar              | NEAT                     |
| 331731 | 2002 TW126             | 4 d'octubre de 2002    | Socorro              | LINEAR                   |
| 331732 | 2002 TJ128             | 4 d'octubre de 2002    | Palomar              | NEAT                     |
| 331733 | 2002 TS138             | 4 d'octubre de 2002    | Anderson Mesa        | LONEOS                   |
| 331734 | 2002 TS158             | 5 d'octubre de 2002    | Palomar              | NEAT                     |
| 331735 | 2002 TE169             | 3 d'octubre de 2002    | Palomar              | NEAT                     |
| 331736 | 2002 TE185             | 4 d'octubre de 2002    | Socorro              | LINEAR                   |
| 331737 | 2002 TV217             | 8 d'octubre de 2002    | Kitt Peak            | Spacewatch               |
| 331738 | 2002 TL218             | 5 d'octubre de 2002    | Socorro              | LINEAR                   |
| 331739 | 2002 TC263             | 10 d'octubre de 2002   | Palomar              | NEAT                     |
| 331740 | 2002 TJ274             | 9 d'octubre de 2002    | Socorro              | LINEAR                   |
| 331741 | 2002 TZ278             | 10 d'octubre de 2002   | Socorro              | LINEAR                   |
| 331742 | 2002 TE279             | 10 d'octubre de 2002   | Socorro              | LINEAR                   |
| 331743 | 2002 TT293             | 11 d'octubre de 2002   | Palomar              | NEAT                     |
| 331744 | 2002 TP308             | 4 d'octubre de 2002    | Apache Point         | Sloan Digital Sky Survey |
| 331745 | 2002 TW347             | 5 d'octubre de 2002    | Apache Point         | Sloan Digital Sky Survey |
| 331746 | 2002 TN352             | 10 d'octubre de 2002   | Apache Point         | Sloan Digital Sky Survey |
| 331747 | 2002 TJ383             | 5 d'octubre de 2002    | Apache Point         | Sloan Digital Sky Survey |
| 331748 | 2002 UE22              | 30 d'octubre de 2002   | Haleakala            | NEAT                     |
| 331749 | 2002 UM41              | 31 d'octubre de 2002   | Palomar              | NEAT                     |
| 331750 | 2002 VX13              | 6 d'octubre de 2002    | Socorro              | LINEAR                   |
| 331751 | 2002 VN21              | 5 de novembre de 2002  | Socorro              | LINEAR                   |
| 331752 | 2002 VY66              | 6 de novembre de 2002  | Anderson Mesa        | LONEOS                   |
| 331753 | 2002 VL120             | 12 de novembre de 2002 | Palomar              | NEAT                     |
| 331754 | 2002 VO136             | 14 de novembre de 2002 | Socorro              | LINEAR                   |
| 331755 | 2002 VY144             | 4 de novembre de 2002  | Palomar              | NEAT                     |
| 331756 | 2002 VF148             | 18 de febrer de 2004   | Kitt Peak            | Spacewatch               |
| 331757 | 2002 WH6               | 24 de novembre de 2002 | Palomar              | NEAT                     |
| 331758 | 2002 XH9               | 24 de novembre de 2002 | Palomar              | NEAT                     |
| 331759 | 2002 XA19              | 2 de desembre de 2002  | Socorro              | LINEAR                   |
| 331760 | 2002 XR24              | 5 de desembre de 2002  | Socorro              | LINEAR                   |
| 331761 | 2002 XS32              | 6 de desembre de 2002  | Socorro              | LINEAR                   |
| 331762 | 2002 XR49              | 12 de novembre de 2002 | Socorro              | LINEAR                   |
| 331763 | 2002 XG81              | 11 de desembre de 2002 | Socorro              | LINEAR                   |
| 331764 | 2002 XW98              | 5 de desembre de 2002  | Socorro              | LINEAR                   |
| 331765 | 2002 XS119             | 10 de desembre de 2002 | Palomar              | NEAT                     |
| 331766 | 2002 YO5               | 30 de desembre de 2002 | Socorro              | LINEAR                   |
| 331767 | 2002 YJ23              | 31 de desembre de 2002 | Socorro              | LINEAR                   |
| 331768 | 2003 BC3               | 26 de gener de 2003    | Anderson Mesa        | LONEOS                   |
| 331769 | 2003 BQ35              | 26 de gener de 2003    | Kitt Peak            | Spacewatch               |
| 331770 | 2003 BP53              | 27 de gener de 2003    | Socorro              | LINEAR                   |
| 331771 | 2003 CY21              | 2 de febrer de 2003    | Goodricke-Pigott     | J. W. Kessel             |
| 331772 | 2003 DO12              | 26 de febrer de 2003   | Campo Imperatore     | CINEOS                   |
| 331773 | 2003 EU15              | 7 de març de 2003      | Palomar              | NEAT                     |
| 331774 | 2003 EQ38              | 8 de març de 2003      | Anderson Mesa        | LONEOS                   |
| 331775 | 2003 ES39              | 8 de març de 2003      | Socorro              | LINEAR                   |
| 331776 | 2003 EE53              | 4 de febrer de 2003    | Palomar              | NEAT                     |
| 331777 | 2003 EF59              | 12 de març de 2003     | Socorro              | LINEAR                   |
| 331778 | 2003 EN59              | 10 de març de 2003     | Socorro              | LINEAR                   |
| 331779 | 2003 FY29              | 25 de març de 2003     | Palomar              | NEAT                     |
| 331780 | 2003 FT33              | 23 de març de 2003     | Kitt Peak            | Spacewatch               |
| 331781 | 2003 FQ131             | 27 de març de 2003     | Kitt Peak            | Spacewatch               |
| 331782 | 2003 GQ43              | 9 d'abril de 2003      | Socorro              | LINEAR                   |
| 331783 | 2003 GB44              | 9 d'abril de 2003      | Socorro              | LINEAR                   |
| 331784 | 2003 GB56              | 11 d'abril de 2003     | Kitt Peak            | Spacewatch               |
| 331785 | 2003 HL15              | 26 d'abril de 2003     | Needville            | Needville                |
| 331786 | 2003 HK30              | 28 d'abril de 2003     | Anderson Mesa        | LONEOS                   |
| 331787 | 2003 JU8               | 2 de maig de 2003      | Kitt Peak            | Spacewatch               |
| 331788 | 2003 JC14              | 7 de maig de 2003      | Catalina             | CSS                      |
| 331789 | 2003 KO14              | 25 de maig de 2003     | Kitt Peak            | Spacewatch               |
| 331790 | 2003 KE20              | 30 de maig de 2003     | Socorro              | LINEAR                   |
| 331791 | 2003 LP5               | 5 de juny de 2003      | Kitt Peak            | Spacewatch               |
| 331792 | 2003 MT2               | 25 de juny de 2003     | Socorro              | LINEAR                   |
| 331793 | 2003 MV4               | 26 de juny de 2003     | Socorro              | LINEAR                   |
| 331794 | 2003 MG6               | 26 de juny de 2003     | Haleakala            | NEAT                     |
| 331795 | 2003 MU9               | 29 de juny de 2003     | Socorro              | LINEAR                   |
| 331796 | 2003 OJ3               | 22 de juliol de 2003   | Haleakala            | NEAT                     |
| 331797 | 2003 ON17              | 28 de juliol de 2003   | Reedy Creek          | J. Broughton             |
| 331798 | 2003 QP48              | 21 d'agost de 2003     | Palomar              | NEAT                     |
| 331799 | 2003 QS58              | 23 d'agost de 2003     | Palomar              | NEAT                     |
| 331800 | 2003 QR80              | 22 d'agost de 2003     | Socorro              | LINEAR                   |

## 331801-331900
| Nom    | Designació provisional | Data de descobriment   | Lloc de descobriment | Descobridor/s            |
| ------ | ---------------------- | ---------------------- | -------------------- | ------------------------ |
| 331801 | 2003 QJ107             | 31 d'agost de 2003     | Socorro              | LINEAR                   |
| 331802 | 2003 QA120             | 28 d'agost de 2003     | Palomar              | NEAT                     |
| 331803 | 2003 RS15              | 14 de setembre de 2003 | Haleakala            | NEAT                     |
| 331804 | 2003 RY15              | 14 de setembre de 2003 | Haleakala            | NEAT                     |
| 331805 | 2003 SS10              | 17 de setembre de 2003 | Kitt Peak            | Spacewatch               |
| 331806 | 2003 SA15              | 15 de setembre de 2003 | Anderson Mesa        | LONEOS                   |
| 331807 | 2003 SQ20              | 16 de setembre de 2003 | Kitt Peak            | Spacewatch               |
| 331808 | 2003 SJ52              | 18 de setembre de 2003 | Palomar              | NEAT                     |
| 331809 | 2003 SQ71              | 18 de setembre de 2003 | Kitt Peak            | Spacewatch               |
| 331810 | 2003 SZ93              | 18 de setembre de 2003 | Kitt Peak            | Spacewatch               |
| 331811 | 2003 SU99              | 19 de setembre de 2003 | Haleakala            | NEAT                     |
| 331812 | 2003 SH182             | 20 de setembre de 2003 | Kitt Peak            | Spacewatch               |
| 331813 | 2003 SL191             | 19 de setembre de 2003 | Kitt Peak            | Spacewatch               |
| 331814 | 2003 SH195             | 20 de setembre de 2003 | Palomar              | NEAT                     |
| 331815 | 2003 SF249             | 26 de setembre de 2003 | Socorro              | LINEAR                   |
| 331816 | 2003 SJ282             | 19 de setembre de 2003 | Anderson Mesa        | LONEOS                   |
| 331817 | 2003 SV286             | 21 de setembre de 2003 | Palomar              | NEAT                     |
| 331818 | 2003 SR292             | 25 de setembre de 2003 | Palomar              | NEAT                     |
| 331819 | 2003 SG306             | 30 de setembre de 2003 | Socorro              | LINEAR                   |
| 331820 | 2003 SE325             | 17 de setembre de 2003 | Kitt Peak            | Spacewatch               |
| 331821 | 2003 SM377             | 9 d'abril de 2006      | Kitt Peak            | Spacewatch               |
| 331822 | 2003 SN392             | 26 de setembre de 2003 | Apache Point         | Sloan Digital Sky Survey |
| 331823 | 2003 SU404             | 27 de setembre de 2003 | Apache Point         | Sloan Digital Sky Survey |
| 331824 | 2003 SU424             | 25 de setembre de 2003 | Mauna Kea            | P. A. Wiegert            |
| 331825 | 2003 TC8               | 1 d'octubre de 2003    | Kitt Peak            | Spacewatch               |
| 331826 | 2003 TW12              | 15 d'octubre de 2003   | Needville            | Needville                |
| 331827 | 2003 TD17              | 15 d'octubre de 2003   | Anderson Mesa        | LONEOS                   |
| 331828 | 2003 TB39              | 2 d'octubre de 2003    | Kitt Peak            | Spacewatch               |
| 331829 | 2003 TX42              | 2 d'octubre de 2003    | Kitt Peak            | Spacewatch               |
| 331830 | 2003 UO                | 16 d'octubre de 2003   | Palomar              | NEAT                     |
| 331831 | 2003 UF2               | 16 d'octubre de 2003   | Kitt Peak            | Spacewatch               |
| 331832 | 2003 UT28              | 22 d'octubre de 2003   | Haleakala            | NEAT                     |
| 331833 | 2003 UD30              | 1 d'octubre de 2003    | Kitt Peak            | Spacewatch               |
| 331834 | 2003 UC47              | 21 d'octubre de 2003   | Goodricke-Pigott     | R. A. Tucker             |
| 331835 | 2003 UN56              | 22 d'octubre de 2003   | Socorro              | LINEAR                   |
| 331836 | 2003 UQ72              | 19 d'octubre de 2003   | Kitt Peak            | Spacewatch               |
| 331837 | 2003 UL92              | 20 d'octubre de 2003   | Palomar              | NEAT                     |
| 331838 | 2003 UJ95              | 18 d'octubre de 2003   | Haleakala            | NEAT                     |
| 331839 | 2003 UB135             | 27 de setembre de 2003 | Kitt Peak            | Spacewatch               |
| 331840 | 2003 UA156             | 20 d'octubre de 2003   | Kitt Peak            | Spacewatch               |
| 331841 | 2003 UO166             | 21 d'octubre de 2003   | Kitt Peak            | Spacewatch               |
| 331842 | 2003 UM196             | 21 d'octubre de 2003   | Kitt Peak            | Spacewatch               |
| 331843 | 2003 UM203             | 21 d'octubre de 2003   | Kitt Peak            | Spacewatch               |
| 331844 | 2003 UT216             | 21 d'octubre de 2003   | Socorro              | LINEAR                   |
| 331845 | 2003 US227             | 23 d'octubre de 2003   | Kitt Peak            | Spacewatch               |
| 331846 | 2003 UJ232             | 24 d'octubre de 2003   | Socorro              | LINEAR                   |
| 331847 | 2003 UV259             | 25 d'octubre de 2003   | Socorro              | LINEAR                   |
| 331848 | 2003 UB262             | 26 d'octubre de 2003   | Kitt Peak            | Spacewatch               |
| 331849 | 2003 UG275             | 29 d'octubre de 2003   | Socorro              | LINEAR                   |
| 331850 | 2003 UH280             | 27 d'octubre de 2003   | Socorro              | LINEAR                   |
| 331851 | 2003 UR283             | 30 d'octubre de 2003   | Socorro              | LINEAR                   |
| 331852 | 2003 US336             | 18 d'octubre de 2003   | Apache Point         | Sloan Digital Sky Survey |
| 331853 | 2003 US342             | 19 d'octubre de 2003   | Kitt Peak            | Spacewatch               |
| 331854 | 2003 VH5               | 15 de novembre de 2003 | Kitt Peak            | Spacewatch               |
| 331855 | 2003 VT8               | 2 d'octubre de 2003    | Kitt Peak            | Spacewatch               |
| 331856 | 2003 WC4               | 16 de novembre de 2003 | Catalina             | CSS                      |
| 331857 | 2003 WN7               | 18 de novembre de 2003 | Socorro              | LINEAR                   |
| 331858 | 2003 WG69              | 19 de novembre de 2003 | Kitt Peak            | Spacewatch               |
| 331859 | 2003 WZ107             | 20 de novembre de 2003 | Socorro              | LINEAR                   |
| 331860 | 2003 WQ144             | 21 de novembre de 2003 | Socorro              | LINEAR                   |
| 331861 | 2003 WK148             | 24 de novembre de 2003 | Kitt Peak            | Spacewatch               |
| 331862 | 2003 WZ178             | 20 de novembre de 2003 | Kitt Peak            | Spacewatch               |
| 331863 | 2003 XV17              | 13 de desembre de 2003 | Socorro              | LINEAR                   |
| 331864 | 2003 YW54              | 19 de desembre de 2003 | Socorro              | LINEAR                   |
| 331865 | 2003 YZ55              | 19 de desembre de 2003 | Socorro              | LINEAR                   |
| 331866 | 2003 YR79              | 18 de desembre de 2003 | Socorro              | LINEAR                   |
| 331867 | 2003 YE93              | 21 de desembre de 2003 | Socorro              | LINEAR                   |
| 331868 | 2003 YA111             | 22 de desembre de 2003 | Kitt Peak            | Spacewatch               |
| 331869 | 2003 YZ162             | 17 de desembre de 2003 | Socorro              | LINEAR                   |
| 331870 | 2003 YR168             | 18 de desembre de 2003 | Socorro              | LINEAR                   |
| 331871 | 2003 YL182             | 17 de desembre de 2003 | Kitt Peak            | Spacewatch               |
| 331872 | 2004 BU7               | 17 de gener de 2004    | Kitt Peak            | Spacewatch               |
| 331873 | 2004 BP140             | 19 de gener de 2004    | Kitt Peak            | Spacewatch               |
| 331874 | 2004 BA141             | 19 de gener de 2004    | Kitt Peak            | Spacewatch               |
| 331875 | 2004 BZ144             | 19 de gener de 2004    | Kitt Peak            | Spacewatch               |
| 331876 | 2004 CL                | 7 de febrer de 2004    | Anderson Mesa        | LONEOS                   |
| 331877 | 2004 CV5               | 10 de febrer de 2004   | Palomar              | NEAT                     |
| 331878 | 2004 CD15              | 11 de febrer de 2004   | Palomar              | NEAT                     |
| 331879 | 2004 CY62              | 12 de febrer de 2004   | Kitt Peak            | Spacewatch               |
| 331880 | 2004 CK70              | 12 de febrer de 2004   | Kitt Peak            | Spacewatch               |
| 331881 | 2004 CB87              | 11 de febrer de 2004   | Kitt Peak            | Spacewatch               |
| 331882 | 2004 CR120             | 12 de febrer de 2004   | Kitt Peak            | Spacewatch               |
| 331883 | 2004 DQ35              | 19 de febrer de 2004   | Socorro              | LINEAR                   |
| 331884 | 2004 ED3               | 10 de març de 2004     | Palomar              | NEAT                     |
| 331885 | 2004 ET6               | 12 de març de 2004     | Palomar              | NEAT                     |
| 331886 | 2004 EF23              | 15 de març de 2004     | Catalina             | CSS                      |
| 331887 | 2004 EL67              | 15 de març de 2004     | Kitt Peak            | Spacewatch               |
| 331888 | 2004 EN95              | 15 de març de 2004     | Palomar              | NEAT                     |
| 331889 | 2004 FN141             | 27 de març de 2004     | Socorro              | LINEAR                   |
| 331890 | 2004 GO2               | 12 d'abril de 2004     | Socorro              | LINEAR                   |
| 331891 | 2004 GT27              | 15 d'abril de 2004     | Palomar              | NEAT                     |
| 331892 | 2004 JL12              | 13 de maig de 2004     | Socorro              | LINEAR                   |
| 331893 | 2004 JW49              | 13 de maig de 2004     | Kitt Peak            | Spacewatch               |
| 331894 | 2004 LZ                | 8 de juny de 2004      | Goodricke-Pigott     | R. A. Tucker             |
| 331895 | 2004 NW                | 7 de juliol de 2004    | Campo Imperatore     | CINEOS                   |
| 331896 | 2004 NM24              | 14 de juliol de 2004   | Siding Spring        | Siding Spring Survey     |
| 331897 | 2004 PD38              | 9 d'agost de 2004      | Socorro              | LINEAR                   |
| 331898 | 2004 PP42              | 9 d'agost de 2004      | Socorro              | LINEAR                   |
| 331899 | 2004 PP51              | 8 d'agost de 2004      | Socorro              | LINEAR                   |
| 331900 | 2004 PS58              | 9 d'agost de 2004      | Socorro              | LINEAR                   |

## 331901-332000
| Nom              | Designació provisional | Data de descobriment   | Lloc de descobriment | Descobridor/s        |
| ---------------- | ---------------------- | ---------------------- | -------------------- | -------------------- |
| 331901           | 2004 PF60              | 9 d'agost de 2004      | Socorro              | LINEAR               |
| 331902           | 2004 PV86              | 11 d'agost de 2004     | Socorro              | LINEAR               |
| 331903           | 2004 PA114             | 9 d'agost de 2004      | Socorro              | LINEAR               |
| 331904           | 2004 RZ1               | 6 de setembre de 2004  | Socorro              | LINEAR               |
| 331905           | 2004 RT7               | 6 de setembre de 2004  | Palomar              | NEAT                 |
| 331906           | 2004 RR10              | 7 de setembre de 2004  | Klet                 | Klet                 |
| 331907           | 2004 RH18              | 7 de setembre de 2004  | Socorro              | LINEAR               |
| 331908           | 2004 RG33              | 7 de setembre de 2004  | Socorro              | LINEAR               |
| 331909           | 2004 RT53              | 8 de setembre de 2004  | Socorro              | LINEAR               |
| 331910           | 2004 RL58              | 8 de setembre de 2004  | Socorro              | LINEAR               |
| 331911           | 2004 RS68              | 8 de setembre de 2004  | Socorro              | LINEAR               |
| 331912           | 2004 RY123             | 7 de setembre de 2004  | Palomar              | NEAT                 |
| 331913           | 2004 RO159             | 10 de setembre de 2004 | Socorro              | LINEAR               |
| 331914           | 2004 RH167             | 7 de setembre de 2004  | Socorro              | LINEAR               |
| 331915           | 2004 RW168             | 8 de setembre de 2004  | Socorro              | LINEAR               |
| 331916           | 2004 RA170             | 8 de setembre de 2004  | Palomar              | NEAT                 |
| 331917           | 2004 RU183             | 26 d'agost de 2004     | Catalina             | CSS                  |
| 331918           | 2004 RV192             | 10 de setembre de 2004 | Socorro              | LINEAR               |
| 331919           | 2004 RU194             | 10 de setembre de 2004 | Socorro              | LINEAR               |
| 331920           | 2004 RH199             | 10 de setembre de 2004 | Socorro              | LINEAR               |
| 331921           | 2004 RQ201             | 10 de setembre de 2004 | Kitt Peak            | Spacewatch           |
| 331922           | 2004 RA214             | 11 de setembre de 2004 | Socorro              | LINEAR               |
| 331923           | 2004 RD240             | 10 de setembre de 2004 | Kitt Peak            | Spacewatch           |
| 331924           | 2004 RC272             | 11 de setembre de 2004 | Kitt Peak            | Spacewatch           |
| 331925           | 2004 RP309             | 13 de setembre de 2004 | Socorro              | LINEAR               |
| 331926           | 2004 RQ327             | 14 de setembre de 2004 | Socorro              | LINEAR               |
| 331927           | 2004 RU327             | 14 de setembre de 2004 | Socorro              | LINEAR               |
| 331928           | 2004 SH17              | 17 de setembre de 2004 | Anderson Mesa        | LONEOS               |
| 331929           | 2004 SE25              | 21 de setembre de 2004 | Kitt Peak            | Spacewatch           |
| 331930           | 2004 SN41              | 17 de setembre de 2004 | Kitt Peak            | Spacewatch           |
| 331931           | 2004 SW41              | 18 de setembre de 2004 | Socorro              | LINEAR               |
| 331932           | 2004 SW51              | 17 de setembre de 2004 | Socorro              | LINEAR               |
| 331933           | 2004 TV14              | 8 d'octubre de 2004    | Socorro              | LINEAR               |
| 331934           | 2004 TN25              | 4 d'octubre de 2004    | Kitt Peak            | Spacewatch           |
| 331935           | 2004 TJ34              | 4 d'octubre de 2004    | Kitt Peak            | Spacewatch           |
| 331936           | 2004 TY37              | 4 d'octubre de 2004    | Kitt Peak            | Spacewatch           |
| 331937           | 2004 TD42              | 4 d'octubre de 2004    | Kitt Peak            | Spacewatch           |
| 331938           | 2004 TW52              | 4 d'octubre de 2004    | Kitt Peak            | Spacewatch           |
| 331939           | 2004 TS66              | 22 de setembre de 2004 | Socorro              | LINEAR               |
| 331940           | 2004 TK119             | 6 d'octubre de 2004    | Socorro              | LINEAR               |
| 331941           | 2004 TB123             | 7 d'octubre de 2004    | Anderson Mesa        | LONEOS               |
| 331942           | 2004 TM164             | 6 d'octubre de 2004    | Kitt Peak            | Spacewatch           |
| 331943           | 2004 TP166             | 7 d'octubre de 2004    | Kitt Peak            | Spacewatch           |
| 331944           | 2004 TZ203             | 7 d'octubre de 2004    | Kitt Peak            | Spacewatch           |
| 331945           | 2004 TQ230             | 8 d'octubre de 2004    | Kitt Peak            | Spacewatch           |
| 331946           | 2004 TH243             | 6 d'octubre de 2004    | Palomar              | NEAT                 |
| 331947           | 2004 TS256             | 9 d'octubre de 2004    | Kitt Peak            | Spacewatch           |
| 331948           | 2004 TB274             | 9 d'octubre de 2004    | Kitt Peak            | Spacewatch           |
| 331949           | 2004 TN299             | 8 d'octubre de 2004    | Socorro              | LINEAR               |
| 331950           | 2004 TH328             | 4 d'octubre de 2004    | Palomar              | NEAT                 |
| 331951           | 2004 TB343             | 13 d'octubre de 2004   | Kitt Peak            | Spacewatch           |
| 331952           | 2004 TB356             | 7 d'octubre de 2004    | Socorro              | LINEAR               |
| 331953           | 2004 TM369             | 9 d'octubre de 2004    | Kitt Peak            | Spacewatch           |
| 331954           | 2004 UM3               | 19 d'octubre de 2004   | Socorro              | LINEAR               |
| 331955           | 2004 VB5               | 3 de novembre de 2004  | Anderson Mesa        | LONEOS               |
| 331956           | 2004 VS10              | 3 de novembre de 2004  | Catalina             | CSS                  |
| 331957           | 2004 VZ36              | 4 de novembre de 2004  | Kitt Peak            | Spacewatch           |
| 331958           | 2004 VD39              | 4 de novembre de 2004  | Kitt Peak            | Spacewatch           |
| 331959           | 2004 VG75              | 13 de novembre de 2004 | Goodricke-Pigott     | Goodricke-Pigott     |
| 331960           | 2004 VV84              | 10 de novembre de 2004 | Kitt Peak            | Spacewatch           |
| 331961           | 2004 XQ28              | 10 de desembre de 2004 | Kitt Peak            | Spacewatch           |
| 331962           | 2004 XA34              | 11 de desembre de 2004 | Campo Imperatore     | CINEOS               |
| 331963           | 2004 XK35              | 11 de desembre de 2004 | Socorro              | LINEAR               |
| 331964           | 2004 XD37              | 11 de desembre de 2004 | Kitt Peak            | Spacewatch           |
| 331965           | 2004 XK41              | 11 de desembre de 2004 | Junk Bond            | Junk Bond            |
| 331966           | 2004 XA57              | 10 de desembre de 2004 | Kitt Peak            | Spacewatch           |
| 331967           | 2004 XM70              | 11 de desembre de 2004 | Catalina             | CSS                  |
| 331968           | 2004 XY82              | 11 de desembre de 2004 | Kitt Peak            | Spacewatch           |
| 331969           | 2004 XS118             | 12 de desembre de 2004 | Kitt Peak            | Spacewatch           |
| 331970           | 2004 YU7               | 18 de desembre de 2004 | Mount Lemmon         | Mt. Lemmon Survey    |
| 331971           | 2005 AR63              | 13 de gener de 2005    | Kitt Peak            | Spacewatch           |
| 331972           | 2005 AH66              | 13 de gener de 2005    | Kitt Peak            | Spacewatch           |
| 331973           | 2005 AG77              | 15 de gener de 2005    | Kitt Peak            | Spacewatch           |
| 331974           | 2005 CP28              | 1 de febrer de 2005    | Kitt Peak            | Spacewatch           |
| 331975           | 2005 CT39              | 1 de febrer de 2005    | Kitt Peak            | Spacewatch           |
| 331976           | 2005 CU64              | 2 de febrer de 2005    | Kitt Peak            | Spacewatch           |
| 331977           | 2005 CO78              | 14 de febrer de 2005   | Catalina             | CSS                  |
| 331978           | 2005 CZ80              | 9 de febrer de 2005    | Anderson Mesa        | LONEOS               |
| 331979           | 2005 CB81              | 10 de febrer de 2005   | Campo Imperatore     | CINEOS               |
| 331980           | 2005 EK9               | 2 de març de 2005      | Kitt Peak            | Spacewatch           |
| 331981           | 2005 EG19              | 3 de març de 2005      | Kitt Peak            | Spacewatch           |
| 331982           | 2005 EJ38              | 2 de març de 2005      | Socorro              | LINEAR               |
| 331983           | 2005 EA42              | 2 de març de 2005      | Kitt Peak            | Spacewatch           |
| 331984           | 2005 EM76              | 3 de març de 2005      | Kitt Peak            | Spacewatch           |
| 331985           | 2005 EH152             | 10 de març de 2005     | Kitt Peak            | Spacewatch           |
| 331986           | 2005 EA210             | 4 de març de 2005      | Kitt Peak            | Spacewatch           |
| 331987           | 2005 EF244             | 11 de març de 2005     | Mount Lemmon         | Mt. Lemmon Survey    |
| 331988           | 2005 EC262             | 13 de març de 2005     | Mount Lemmon         | Mt. Lemmon Survey    |
| 331989           | 2005 EC292             | 10 de març de 2005     | Catalina             | CSS                  |
| 331990           | 2005 FD                | 16 de març de 2005     | Catalina             | CSS                  |
| 331991           | 2005 FD3               | 21 de març de 2005     | Socorro              | LINEAR               |
| 331992 Chasseral | 2005 GU9               | 3 d'abril de 2005      | Vicques              | Vicques              |
| 331993           | 2005 GY21              | 4 d'abril de 2005      | Catalina             | CSS                  |
| 331994           | 2005 GB50              | 5 d'abril de 2005      | Mount Lemmon         | Mt. Lemmon Survey    |
| 331995           | 2005 GU144             | 10 d'abril de 2005     | Siding Spring        | Siding Spring Survey |
| 331996           | 2005 GJ173             | 14 d'abril de 2005     | Kitt Peak            | Spacewatch           |
| 331997           | 2005 GZ174             | 14 d'abril de 2005     | Kitt Peak            | Spacewatch           |
| 331998           | 2005 GA217             | 2 d'abril de 2005      | Kitt Peak            | Spacewatch           |
| 331999           | 2005 HA8               | 3 de maig de 2005      | Kitt Peak            | Kitt Peak            |
| 332000           | 2005 JK69              | 6 de maig de 2005      | Kitt Peak            | Spacewatch           |